# José Gaspar Rodríguez de Francia
José Gaspar García y Rodríguez de Francia Velasco y Yegros (Asunción, 6 de enero de 1766-Asunción, 20 de septiembre de 1840), también conocido como el «Doctor Francia» o para los paraguayos de su época como «Karai Guasu» (en idioma guaraní, literalmente «Gran Señor»), fue un estadista, jurista y dictador paraguayo, considerado una de las figuras más influyentes en los inicios de la independencia del Paraguay. Lideró su país durante el proceso de ruptura con el dominio colonial español y la construcción de un Estado soberano, ejerciendo el poder de manera autocrática como Dictador Supremo de la República entre 1814 y 1840.

Su régimen se caracterizó por un aislamiento internacional deliberado, la centralización autoritaria del poder político, la expropiación forzosa de bienes del clero y de las élites coloniales, así como por la implementación de una rigurosa política de control social y económico, orientada a la consolidación de un Estado soberano, autosuficiente y ajeno a las injerencias externas. Su figura es objeto de disputas historiográficas entre quienes lo ven como un precursor del desarrollismo estatal y quienes lo interpretan como un caso extremo de cesarismo autoritario en América Latina. 

## Época prerrevolucionaria
Por el año 1759, con 22 años de edad, su padre, Joseph Engracia García Rodrigues da França llegó a Asunción como parte de un grupo de colonos provenientes de Mariana, llamados por el gobernador de la provincia para la siembra, cultivo e instalación de una fábrica de tabaco torcido en el Paraguay. En el año 1762 se casó con María Josefa Fabiana Velasco y Yegros natural de Asunción (Gobernación del Paraguay), sobrina del antiguo gobernador y capitán general de la provincia Fulgencio Yegros y Ledesma. Este matrimonio tuvo cinco hijos, de los cuales el tercero y primer varón fue José Gaspar Rodríguez de Francia, que llevó el nombre de José por el padre y de Gaspar por haber nacido el día de Reyes.

### Estudios
José Gaspar cursó sus estudios básicos en Asunción, y luego se trasladó a la Universidad Real de Córdoba del Tucumán, de la que egresó en julio de 1785. Allí cursó Teología obteniendo los siguientes títulos:

"El título original y muy completo que tengo en mi poder de los grados de Bachiller Licenciado y Maestro en Filosofía y de Bachiller Licenciado y Doctor en Sagrada Teología [...] lo tengo repetidas veces presentado en este gobierno y para no sólo aquí sino también en la Secretaría del Virreinato"
José Gaspar Francia al juez Castelví (8/3/1803) (Vázquez, 1975, p. 60, documento 25)

 Fue también allí donde se introdujo en las lecturas prohibidas de los filósofos y enciclopedistas franceses.

### Candidato a diputado de la provincia ante la Junta Suprema Central
En enero de 1809, la Junta Suprema Central determinó que los cabildos, incluidos los americanos, debían elegir un diputado en calidad de representante ante dicho organismo. Se trató, no solo de una forma de legitimarse a sí misma, sino que la convocatoria introdujo una novedad en la esfera política pública al crearse un "espacio político representativo que antes no existía". Siguiendo las instrucciones de la Real Orden del 22 de enero de 1809, el cabildo de Asunción se reunió el 4 de agosto de 1809 para elegir un representante en la Junta Suprema Central. El método fue el siguiente: el alcalde de primer voto, don José de Astirraga, propuso una terna integrada por el gobernador Velasco, el síndico procurador doctor Francia y el teniente coronel José Antonio Zavala. Todos los demás capitulares acompañaron esta moción. Luego, por sorteo, resultó elegido el doctor Francia quien aceptó la elección y en el supuesto de ser elegido como diputado del virreinato trasladarse a la Corte para desempeñar el cargo. Este sistema electoral muestra la visión tradicional de la representación antigua donde, partiendo de la moción de una terna hecha por un miembro del cabildo y aceptada por los restantes once miembros del cuerpo, se determina, por medio del azar, quien será el diputado que representará a la provincia.
En los antecedentes que lo hicieron figurar en la terna se detallaron las funciones desempeñadas por el doctor Francia hasta ese momento: docente de latinidad en el Real Colegio Seminario, regencia de la cátedra de vísperas de teología, ganada en oposición a Francisco Javier Bogarín. Como consecuencia de su estudio del derecho, demostró al público y magistrados su capacidad y conocimiento en distintos asuntos encomendados por el Foro como defensor de Capellanías y Obras Pías y Promotor Fiscal de la Real Hacienda (1807-1809). En 1808, por su "reputación y buen nombre", fue elegido alcalde ordinario de primer voto, así como diputado interino del Real Consulado. "En la actualidad [1809]", decía el informe, "se desempeña como síndico procurador general". La función de un alcalde ordinario del primer voto consistía en actuar como juez de primera instancia, portar en público la vara, signo de la administración de justicia, presidir el Cabildo y en los oficios religiosos sentarse al lado del gobernador de la provincia. En estos antecedentes no figuró la redacción de un memorándum dirigido al virrey en 1804 sobre los "actos vandálicos" cometidos por José Espínola y Peña cuyo impacto político se sumó a otras causas que determinaron la sustitución del gobernador Lázaro de Ribera por Bernardo de Velasco.

### Congreso del 24 de julio de 1810
El 21 de junio de 1810 arribó a Asunción el coronel paraguayo José de Espínola y Peña enviado por la Junta de Buenos Aires con pliegos dirigidos al gobernador Velasco y al cabildo de Asunción, en las que se explicaba las intenciones de la Junta y se solicitaba la adhesión a la misma. La otra misión, no explícita, de Espínola y Peña era reemplazar al gobernador español; pero al descubrirse esta última debió huir hacia Buenos Aires, escapando de la orden de Velasco de enviarlo detenido a Concepción, al norte de Asunción.
Velasco convocó con urgencia un congreso para tratar la política que debía adoptar la provincia frente a la Junta de Buenos Aires. Concurrieron 214 personas. El 24 de julio, por aclamación, se decidió no adherir a la Junta de Buenos Aires pero mantener buenas relaciones con ella, acatar al Consejo de Regencia de España e Indias con asiento en Cádiz y formar una Junta de Guerra para defender la provincia de eventuales ataques desde el exterior.
La posición política expresada por el doctor Francia en el Congreso fue que la provincia del Paraguay no debía obedecer al gobierno español ni a ningún otro y su firma no figuró en el acta final del mismo:

«Esta asamblea no perderá su tiempo debatiendo si el cobarde padre o el apocado hijo es el rey de España. Cada uno de ellos ha abdicado dos veces. Los dos han demostrado su débil espíritu y su desleal corazón. Más sea o no sea rey de España uno de ellos, ¿qué nos importa a nosotros? Ninguno de ellos es ya rey del Paraguay. El Paraguay no es patrimonio de España, ni provincia de Buenos Aires. El Paraguay es Independiente y es República. La única cuestión que debe debatirse en esta asamblea y decidirse por mayoría de votos es cómo debemos defender y mantener nuestra independencia contra España, contra Lima, contra Buenos Aires y contra el Brasil; cómo debemos mantener la paz interna; cómo debemos fomentar la pública prosperidad y el bienestar de todos los habitantes del Paraguay.»
Discurso atribuido al doctor Francia en el Congreso General del 24 de julio de 1810, según relato del fray Francisco Javier Bogarín.(Vittone, 1960, p. 13-14)

## Consocio del gobernador de la Provincia del Paraguay

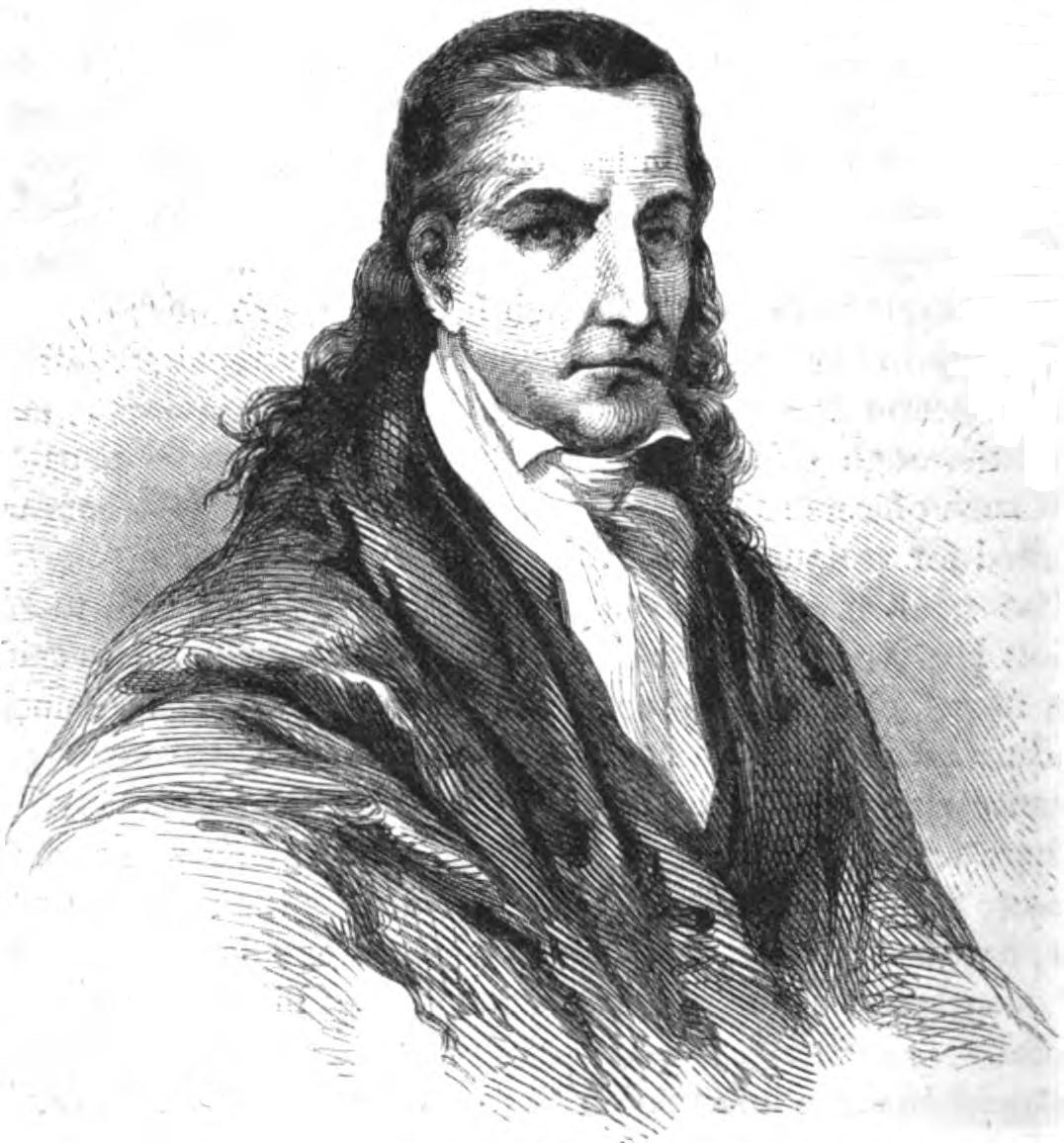
José Gaspar Rodríguez de Francia.

La Junta de Buenos Aires no recibió de buena gana lo dispuesto por el congreso del 24 de julio de 1810. Castelli y Moreno enviaron emisarios a Asunción para provocar un levantamiento contra Velasco. El doctor Pedro Somellera se puso al frente e indagó, entre otros, al doctor Francia pero este se excusó diciendo que debía estudiar previamente las propuestas e hizo todo lo posible para no vincularse con los "porteñistas". En septiembre de 1810, se descubrió la conspiración y fueron detenidos varios implicados. El plan incluía la decapitación del gobernador y allegados. Velasco los confinó en el fuerte Borbón, al extremo norte del país. La Junta de Buenos Aires resolvió entonces enviar una expedición militar al mando de Manuel Belgrano, la que provocó la unidad de la población de la provincia frente al ejército invasor.
Derrotado Belgrano en las batallas de Paraguarí y Tacuarí, se produjo un hecho inesperado. Manuel Atanasio Cabañas, al mando del ejército provincial, permitió la retirada del enemigo, totalmente cercado, al otro lado del Paraná con armas y pertrechos. Este extraño armisticio con Belgrano fue criticado por el doctor Francia. Un amigo suyo, Antonio Recalde, propuso al Cabildo que Cabañas debía justificar las razones de tal actitud.
Como las fuerzas de Belgrano siguieron siendo una amenaza ya que podían recibir refuerzos de Corrientes y Santa Fe, Cabañas, por indicación de Velasco, pidió auxilio al Capitán General Diego de Souza de San Pedro de Río Grande (hoy Río Grande del Sur, Brasil) sin mencionar el armisticio con Belgrano: 

" [...] quedará V.S. enterado de la batalla que han dado tropas del Rey a los insurgentes en los campos de Paraguarí y Tacuarí, y de la derrota que estos van padeciendo en la rápida y violenta fuga que llevan para salvar las reliquias de su ejército. [...] No dudo que en su generosidad encontraré cuantos auxilios pueda necesitar para dar el último golpe a los rebeldes"
 Oficio de Atanasio Cabañas al coronel Francisco Xavier de Chagas (Rodríguez Alcalá de González Oddone , 1996, p. 589)

 Diego de Souza ofreció una fuerza de diez mil hombres "para socorrer a las autoridades legítimamente constituidas [...] contra los revolucionarios de Buenos Aires".
El 14 de abril de 1811, el teniente de dragones José de Abreu llegó a Itapúa con el objetivo de acordar con Velasco la ayuda que ofrecía Souza. El 9 de mayo se presentó en Asunción, siendo recibido por los españolistas "como un don del cielo". Asumiendo la inminente invasión portuguesa y el rumor de que Velasco estaba al tanto de lo que tramaban los conspiradores, los oficiales Pedro Juan Caballero e Ignacio Iturbe tomaron el cuartel en la noche del 14 de mayo. La conducción del golpe, dada la ausencia de Cabañas y Yegros, recayó en el doctor Francia, según consta en varios documentos. 

"Se le habló al doctor José Gaspar Francia, quien conviniendo en dirigir la empresa, instruyó el plan que se debía ejecutar"
Mariano Antonio Molas (Chaves, 1958, p. 98)

Velasco fue obligado por los insurrectos a aceptar dos consocios en el gobierno de la provincia: el doctor José Gaspar de Francia y Juan Valeriano de Zeballos, este último un comerciante español que había desempeñado varios cargos en la administración colonial. Esta cuasi-subrogación implicó separar el "cargo" de gobernador, que Velasco mantuvo con los correspondientes atributos, y el "mando" que compartió en forma asociada con los otros dos consocios.
En el bando del 17 de mayo de 1811, cuya autoría es del doctor Francia, se estableció:
- que el gobierno y los comandantes acuartelados no tienen por objeto entregar la provincia a Buenos Aires ni sujetarla a potencia extranjera;
- reconocer al "desgraciado soberano" Fernando VII;
- confederarse con la ciudad de Buenos Aires sobre la base de la igualdad de derechos;
- los vecinos deberán continuar con su vida normal;
- no se permitirá ningún agravio a los vecinos por parte de las tropas acuarteladas;
- todos los vecinos, milicias, etc. deberán entregar armas, pólvora y municiones;
- queda prohibido extraer de esta ciudad (Asunción) y de la provincia todo tipo de armas.[10]

Para demostrar a la Junta de Buenos Aires la buena voluntad del nuevo gobierno, se decidió retirar las tropas que en abril, y en forma preventiva, habían ocupado Corrientes.
Durante el breve gobierno de Velasco y sus consocios, Francia dirigió la política interior y exterior del país, cambió la composición del cabildo e incorporó a pequeños hacendados conocidos por él. La prioridad del momento fue tranquilizar a la corte de Río de Janeiro y al capitán general Diego de Souza y su enviado Abreu, testigo presencial de los cambios en el gobierno. En una nota que Abreu debía llevar se agradeció la oferta de ayuda militar y se aseguró que la provincia mantendría buenas relaciones con Buenos Aires sin "subyugarse una a otra".
El 1° de junio se enviaron invitaciones a determinados destinatarios para asistir a la asamblea a realizarse el 17 de junio. Estas notificaciones fueron refrendadas por los dos consocios sin la firma del Velasco.

"Los consocios del Gobierno tienen el honor de citar a Ud. para la Junta general que se ha de celebrar en esta Capital el 17 del corriente para el establecimiento del Gobierno y fijar las relaciones de esta Provincia con las de Buenos Aires y demás del continente. Asunción, junio 1° de 1811. José Gaspar de Francia, Juan Valeriano de Zeballos"
(Vázquez, 1975, p. 75, documento 44)} y (Bareiro, 2009, p. 40, documento 61)

El 9 de junio de 1811, el gobernador Bernardo de Velasco fue suspendido y apresado conjuntamente con la mayoría de los miembros del cabildo. El gobierno quedó prácticamente a cargo del doctor Francia. El bando donde se comunicó esta novedad fue firmado exclusivamente por los oficiales sublevados aunque, según el historiador Julio César Chaves, por la "redacción y estilo, prueban ser de Francia".

## Vocal de la Junta y diputado de la Provincia

### Expulsión del asesor de Velasco
Antes de la reunión del Congreso del 17 al 20 de junio de 1811, el doctor Francia neutralizó el accionar del doctor Pedro Somellera, asesor del gobierno de Velasco y activo e importante personaje que bregaba a favor de la unión con Buenos Aires. Para ello tuvo que ejercer una fuerte presión sobre los militares para que estos lo encarcelaran conjuntamente con su hermano. Así comenzó la consolidación del rol del "letrado" como motor de la política en su calidad de hombre de letras, inteligencia, saber y talento. No es casualidad que tanto los contemporáneos de los sucesos como los primeros ensayos historiográficos definieron la constitución del Estado paraguayo como una "guerra de secretarios".

### Congreso de junio de 1811
La asamblea se abrió con un discurso de los dos consocios donde expusieron el orden del día: establecer la nueva forma de gobierno, fijar las relaciones con la Junta de Buenos Aires y demás provincias, y decidir el destino del exgobernador Velasco y otros miembros del cabildo que habían sido suspendidos en sus funciones. 
Se estableció que el orden de las votaciones se haría de atrás hacia adelante, es decir,
de los ciudadanos menos importantes a los más importantes, norma que Francia había intentado implementar fallidamente en el Cabildo, en 1808. Tomó la palabra en primer lugar un aliado de Francia, Mariano Antonio Molas. Su moción fue:
- Privar a Velasco de todo mando y constituir en su lugar una junta de cinco miembros cuyo presidente y comandante general de las armas sería el teniente coronel Fulgencio Yegros acompañado por cuatro vocales: José Gaspar de Francia, capitán Pedro Juan Caballero, presbítero doctor Francisco Javier (o Xavier) Bogarín y Fernando de la Mora.
- Privar de sus oficios a todos los miembros del Cabildo y que en lo sucesivo solo los "patricios" [sic] puedan ocupar cargos en la provincia debiendo la Junta nombrar "ahora" los miembros del nuevo Cabildo en reemplazo de los cesanteados.
- Prohibir a los españoles europeos el desempeño de cargos administrativos en la provincia debiendo proveerse de nacidos en ella o de "americanos"  que adhieran a la causa.
- Establecer la relación con Buenos Aires no solo en un plano de amistad y buena armonía sino unirse a ella para fundar una sociedad basada en principios de justicia, equidad e igualdad.
- Establecer que hasta la reunión del Congreso General en Buenos Aires, la provincia del Paraguay "se gobernará por sí misma" sin que la Junta de Buenos Aires pueda ejercer jurisdicción sobre la "forma de gobierno, régimen, administración ni otra alguna causa correspondiente a esta misma provincia"
- Suspender el cobro de la sisa y arbitrio sobre la yerba mate y el estanco del tabaco en Buenos Aires.
- Enviar un diputado con voto al Congreso General a reunirse en Buenos Aires. A tal efecto el congreso dividió su soberanía en dos actos: por un lado retomó la elección que para el cargo ya poseía el doctor Francia, y por el otro, lo habilitó "a partir de ahora" para ejercerlo. Frente a las decisiones que pudieran tomarse en dicho Congreso General también dividió en dos su soberanía: por una parte la representación del diputado tenía el carácter de "mandato imperativo", es decir, debía obedecer instrucciones precisas, y por otra parte, las decisiones que se tomaren en dicho Congreso quedaban sujetas a la ratificación del Paraguay "en Junta plena y general de sus habitantes y moradores".
- Suspender, hasta la decisión del Congreso General próximo a reunirse, el reconocimiento de las Cortes, Consejo de Regencia y toda otra "representación de la autoridad suprema o superior de la Nación en la provincia del Paraguay.[20]

Esta moción fue aprobada por amplia mayoría [88% de los presentes]. 
La primera medida de la nueva Junta fue el envío de la Nota del 20 de julio de 1811 a la Junta de Buenos Aires, cuya autoría perteneció al doctor Francia. En ella se manifestó la idea de la confederación. Bartolomé Mitre, confundiendo los términos, comentó: "esta fue la primera vez que resonó en la historia argentina la palabra Federación".

### Primera crisis política
Pocos días después se produjo el primer retiro del doctor Francia de la Junta ante la injerencia del sector militar en la conducción política. Existían zonas grises donde se solapaban el poder de la Junta, el Cabildo y los militares. Algunos miembros de la Junta, en forma colectiva o individual pidieron su retorno. Las cartas intercambiadas demostraron las relaciones de parentesco y amistad que existían con Francia. El 2 de septiembre de 1811, el comandante del cuartel, sargento mayor Antonio Tomás Yegros, hermano del presidente de la Junta, Fulgencio Yegros, pidió al Cabildo la inmediata remoción del vocal Bogarín y la reunión de un congreso para nombrar otro vocal si el doctor Francia no se reincorporaba a la Junta. El Cabildo pidió a la Junta su opinión sobre el tema y por nota solicitó a Francia su reincorporación. En la respuesta que Francia envió al día siguiente manifestó su oposición a "este tono amenazante y decretorio" que habían hecho los militares al Cabildo "que no son ni el pueblo ni la provincia". Después de definir la función de los militares y del peligro de su falta de subordinación y fidelidad se preguntó: "¿Qué sería de la Junta y la Provincia, si a cada instante los oficiales prevalidos de las armas hubiesen de hacer temblar al gobierno para obtener con amenazas las pretensiones de su arbitrio?". La Junta resolvió suspender al vocal Bogarín y tras una serie de negociaciones con los militares, mediados por el Cabildo, el doctor Francia se reincorporó a la Junta. Influyó en este rápido acuerdo la llegada de la importante misión Belgrano-Echevarría que envió la Junta de Buenos Aires.
Las tratativas con Belgrano recayeron en el doctor Francia y las mismas culminaron, luego de largas negociaciones, en el Tratado del 12 de octubre de 1811. Este tratado ratificó la nota del 20 de julio de 1811 enviada por la Junta de Asunción y su aceptación por la Junta de Buenos Aires del 28 de agosto del mismo año. Esta respuesta fue la condición impuesta por la Junta de Asunción para que la misión Belgrano-Echevarría no quedara retenida en Corrientes. Una novedad en el tratado fue la ratificación de que aquello que se acordara en el Congreso General sería ad referéndum de un congreso paraguayo. El doctor Francia fue designado como diputado para asistir a ese congreso que después nunca se realizó.

### Segunda crisis política
En diciembre de 1811 estalló una nueva crisis política de características similares a la que había motivado el primer retiro del doctor Francia. Nuevamente ciertos miembros del sector militar, con la complicidad o complacencia de miembros de la Junta vulneraron el poder de esta. Francia se retiró de la junta y propuso que se realizara un nuevo congreso pues con su renuncia eran dos los vocales que faltaban. En nota del 16 de diciembre de 1811, adoptando esta vez una línea dura, los tres miembros restantes, apoyándose en el poder militar, rechazaron sus razones: 

"La ninguna adhesión de este Gobierno a ciertas arbitrariedades que por nada caracterizadas y selladas con el espíritu público, las ha graduado puramente personales, ha descubierto y hecho ver que Usted nada menos trata de separar sus intereses de los de la Patria bajo el especioso y decantado título de amor a esta [...] Tendrá Usted entendido que desde este momento se le hace especialmente responsable de todos los daños y perjuicios que se sigan e irroguen a aquella, dimanados de su separación arbitraria, y demás novedades de que se ha constituido autor"
Junta Superior Gubernativa al vocal Francia (Vázquez, 1975, p. 81 documento 54)

 Pese a la amenaza, dos días después, Francia rechazó a su vez estas acusaciones y ofreció dejar el cargo y renunciar. La crisis siguió ahondándose cuando los miembros del Cabildo, en nota dirigida a Francia el 24 de diciembre, lamentaron su alejamiento en tiempos tan difíciles. Pero fue en el oficio del 31 de diciembre de 1811 dirigido a Yegros, Caballero y Mora donde el Cabildo fijó su posición advirtiendo: 

"[...] que faltando los dos sabios referidos vocales [Francia y Bogarín] [...] y que son los que suplían con su ciencia la insuficiencia de los demás, no puede darse expediente a los negocios públicos y con el acierto y seguridad correspondiente a un nuevo gobierno"
El Cabildo a la Junta Superior Gubernativa (Vázquez, 1975, p. 82, documento 56)

El Cabildo trató de impedir adicionalmente que la disminuida Junta intentara nombrar por sí misma los reemplazantes sin llamar a un congreso ad-hoc como pedía Francia. Si bien la Junta rechazó esta nota no realizó cambios, dejó en suspenso la renuncia de Francia y la separación de Bogarín para no convocar a un nuevo congreso. Para cubrir las funciones nombró como asesor a Gregorio Tadeo de la Cerda, un amigo de De la Mora. De origen cordobés, poseía mucha experiencia administrativa a la que sumaba su oportunismo y falta de principios. Por la poca capacidad de los tres miembros de la Junta prácticamente ejerció el gobierno durante la ausencia del doctor Francia.
Entre diciembre de 1811 y noviembre de 1812, desde su casa en Ibiray, en las afueras de Asunción, el doctor Francia continuó ejerciendo su influencia a través del Cabildo y, sobre todo, comenzó un largo proceso de construcción de una nueva fuerza política integrada por agricultores y hacendados de la campaña, única capaz de oponer resistencia al sector de militares, grandes hacendados y comerciantes que dominaban en Asunción. 
La política de la Mora y de la Cerda fue buscar el acuerdo entre los comerciantes del Paraguay y Buenos Aires para mantener las exportaciones e importaciones atenuando además la presión contra el grupo español de la provincia. Todos los comerciantes, fueran o no españoles, apoyaban a de la Mora porque temían las represalias de los criollos. A mediados de 1812 Mora logró aumentar sus vínculos con ese sector casándose con la nieta de José Coene, el más rico hacendado y comerciante de la provincia. 
En el interior las condiciones de seguridad se deterioraron. Desertores armados del ejército de Artigas ingresaron por Misiones a la Provincia produciendo todo tipo de desórdenes en los partidos del sur lindantes con el río Paraná. Las medidas adoptadas resultaron insuficientes. La junta se desacreditó al no poder controlar la seguridad en el interior: "Se percibía la incompetencia de Yegros, Caballero era apenas la sombra de éste". Un historiador señaló que uno de los motivos era que Fulgencio Yegros había recibido obsequios de uno de los autores de estos alborotos y pasaba por alto sus acciones. El vocal de la Mora resultó débil para contener las acciones de Yegros.
Al cumplirse el año de la revolución se produjo el primer síntoma de que algo no andaba bien en el gobierno. El 15 de mayo de 1812, en una nota personal, Antonio Tomas Yegros, en nombre de "todos los oficiales" [del cuartel] y de la Junta le pidió que vuelva a ocupar su cargo. Sin apuro, luego de siete días de demora, Francia respondió que estaba dispuesto a discutir su reincorporación y agregó: "Diga usted a los oficiales que en todo tiempo y en cualquier coyuntura por desgraciada que fuese, los acompañaré como el más seguro amigo". Recién en noviembre de 1812, Yegros y Caballero, presionados por todas partes y con una situación internacional en permanente deterioro debido a la presión de Buenos Aires para que el Paraguay enviara un diputado al Congreso del año XIII, le solicitaron que vuelva a la Junta. El 16 de noviembre de 1812 Francia firmó un acuerdo con Yegros y Caballero y retomó sus funciones en la Junta. Se creó un segundo batallón, equivalente en fuerza al primero, al mando del vocal decano doctor Francia. De esta manera Francia logró equilibrar el poder de los militares y a partir de entonces la conducción de la Junta quedó prácticamente en sus manos.
El vocal Fernando de la Mora fue suspendido el 4 de junio de 1813 y a mediados de septiembre del mismo año fue expulsado definitivamente de la Junta. Días después, su influyente amigo Gregorio de la Cerda tuvo que abandonar el país acusado de ser informante del Triunvirato porteño.

## Creación del Consulado
En mayo del año 1813, la Asamblea General Constituyente reunida en Buenos Aires envió a Asunción al diputado Nicolás Herrera, con la misión de invitar a esa provincia a enviar un representante a la misma e incorporarse a las Provincias Unidas. El enviado vino precedido por hechos poco favorables: la indebida retención por parte de Buenos Aires de productos paraguayos por 53 000 pesos y la nueva política de sanciones que duplicó el impuesto a los "tabacos extranjeros". Por iniciativa de Francia, la Junta respondió que se había citado a un Congreso general, y que sería este el que decidiría al respecto.
La Junta Superior Gubernativa propuso una ampliación radical en la participación política de los ciudadanos, que ya no serían solamente de "vecinos" o "la parte principal y sana" de la sociedad, sino que se extendería a todos aquellos que pudieran ser elegidos "en elecciones populares y libres (...) en cada uno de dichos lugares, por todos o la mayor parte de sus respectivos habitantes", en proporción a sus respectivas poblaciones. La consecuencia inmediata de este acto revolucionario fue: 
- El traspaso del peso político, casi exclusivo, que tenía Asunción hacia todo el interior de la Provincia;
- La aparición de otros intereses sociales y económicos que ahora están representados por los nuevos diputados que llegan al congreso con voz y voto individual y no con representación corporativa.

Esta modificación fue la que plasmó poco tiempo después la lenta desaparición del término "Provincia" y el nacimiento de la nueva expresión "República del Paraguay".
El Congreso se reunió el 30 de septiembre de 1813 y su primera medida fue rechazar la nota que envió Nicolás Herrera para que lo invitaran a exponer su misión ante la asamblea. A las anteriores acciones del gobierno porteño se sumó esta pretensión de su delegado, la que dio lugar a que, por aclamación, se resolviera no enviar diputados a la asamblea de las Provincias Unidas.
Doce días más tarde, Francia presentó al Congreso un Reglamento de Gobierno, que fue aprobado en el mismo día. Por el mismo se establecía un "Consulado", gobierno colegiado formado por dos funcionarios llamados "cónsules" que durarían un año en su cargo y se turnarían cada cuatro meses en la presidencia del mismo..
Fueron elegidos el doctor Francia y el coronel Fulgencio Yegros que iniciaron su gestión el 12 de octubre de 1813.
Ese mismo día, Herrera comunicó a su gobierno que el congreso había establecido un "Gobierno Consular Republicano" sobre la base de "17 capítulos" y demostraba su "independencia absoluta" expresión que entonces equivalía a la actual "independencia" y no una simple "independencia" que hoy se denominaría "autonomía". Un mes más tarde, el 10 de noviembre, en una carta personal a su amigo fray Cayetano Rodríguez transmitió su posición, que posiblemente compartía con el gobierno y partidarios: "el indecentísimo Paraguay se ha declarado República Libre y ha nombrado dos consultes [...] creo que llegará tiempo que convirtamos contra ellos parte de nuestras fuerzas para hacerlos nuestros colonos . Ahora no hay cómo, estamos apurados de recursos y gentes".

## Cónsul de la República del Paraguay

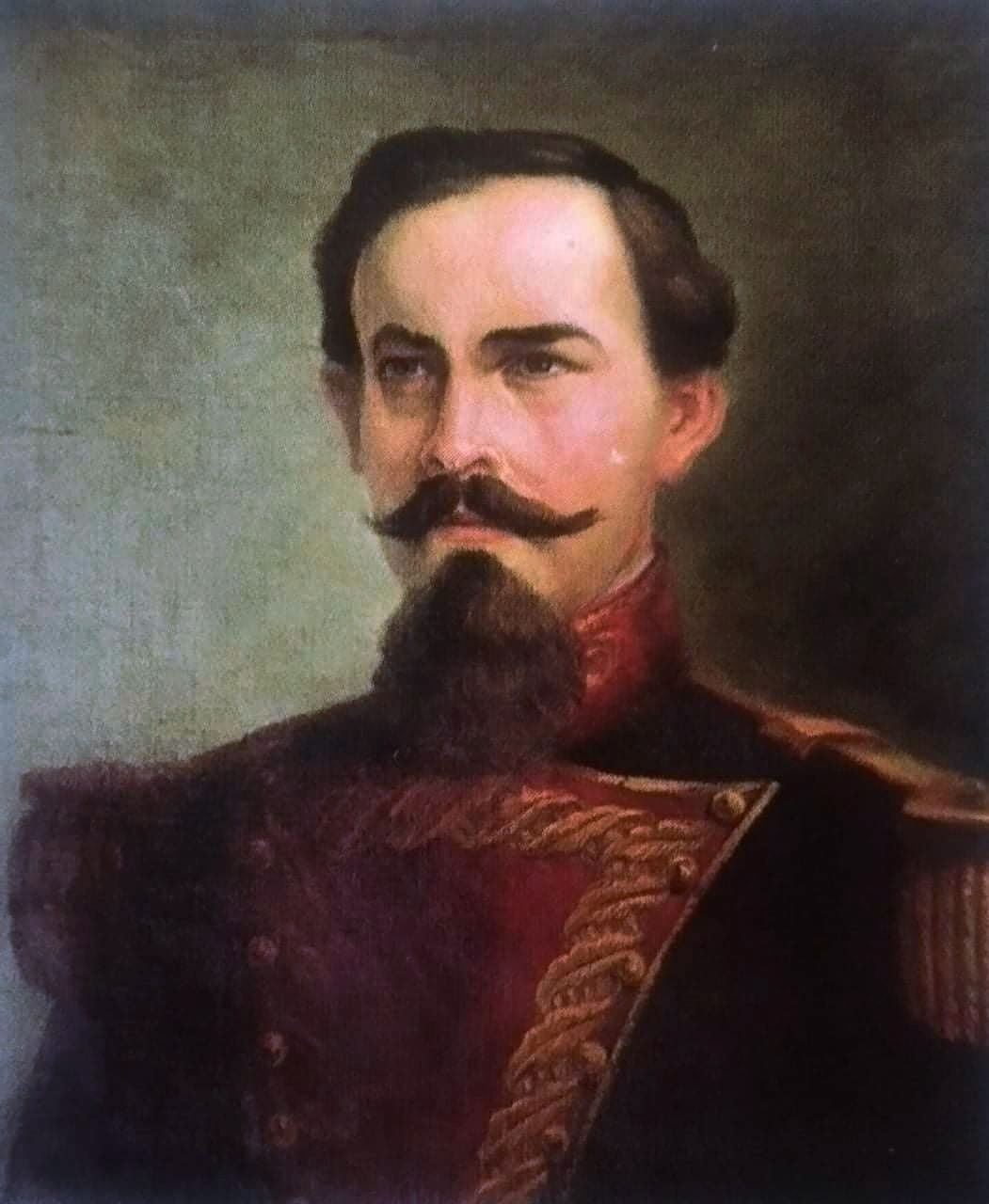
Fulgencio Yegros. Óleo pintado en 1910 por Pablo Alborno

Desde un principio el gobierno del Consulado descansó en el doctor Francia:
- Por la preponderancia en el tiempo de gestión ya que ocupó dos de los tres turnos. Yegros ocupó un solo período entre febrero y junio de 1814.
- Por el cargo adicional que le otorgó el Cabildo que hizo recaer en Francia el oficio de letrado en lo contencioso "que a más del respectivo en común [que pudieran tener los dos cónsules] corre a su cargo [exclusivo]". De esta manera la función de director o asesor, sin estar explicitado por el Congreso, recayó en Francia.
- Lo anterior justificó que el sueldo del doctor Francia fuera superior al de Yegros en un 17%. Francia renunció a esta diferencia aunque aclaró que la misma se debía al "mayor peso que llevaba";
- Por la elección de Sebastián Martínez Sanz, como "Secretario de Estado y Despacho" en detrimento de un postulante elegido por Yegros. Si bien el secretario elegido era hombre de confianza de Francia, los cónsules prefirieron denominarlo como Secretario de Cámara o de Gobernación General disminuyendo su importancia, en especial Francia.

"[...] el Consulado paraguayo antes que ser un simple paso en el camino de Francia hacia el gobierno absoluto fue, más exactamente, su comienzo" (White, 1984, p. 61)

Entre las primeras medidas figuró la instalación de nuevas guarniciones militares en las fronteras a cargo de oficiales adictos a Pedro Juan Caballero y Fulgencio Yegros que de esta manera fueron alejados de Asunción. 
Otra medida importante fue disminuir la importancia social, política y económica de los "europeos españoles" . El intento de expulsión de 100 a 200 miembros de ese grupo hacia Corrientes fracasó por el temor del gobierno de Buenos Aires a esa inmigración forzada de enemigos. En enero de 1814 se procedió al censo de los mismos, se emitieron bandos prohibiendo que se reunieran o se manifestaran en contra del gobierno. Finalmente, por resolución consular del 1° de marzo del 1814, se prohibió: el casamiento con "americanas blancas" aun en caso de estupro; que hagan de padrinos o testigos de bodas de paraguayos; y sólo se autorizó que se casaran con indias de los pueblos.
En enero de 1814, José Gervasio Artigas escribió a Vicente Antonio Matiauda, lugarteniente de Fulgencio Yegros y su sucesor en la delegación de Misiones. Lo invitaba a unir sus fuerzas contra las tropas porteñas comandadas por Bernardo Pérez Planes e influir sobre Yegros, a quien había enviado una nota formal, para una alianza contra Buenos Aires. El entusiasmo de Matiauda fue grande, pues creía que podía incorporar al Paraguay una zona que le permitiría mejorar el comercio y las comunicaciones. Pero esa zona era altamente conflictiva, porque en ella se solapaban intereses del Paraguay, del gobierno de Buenos Aires, de los portugueses y de Artigas. Siguiendo las directivas del doctor Francia, los cónsules decidieron adoptar una política de no intervención, y así lo comunicaron al gobernador de Corrientes con fecha 13 de marzo de 1814. Desligado de su cargo por el gobierno, Matiauda terminó incorporándose a las fuerzas de Artigas.
El director del gobierno de Buenos Aires, Gervasio Antonio de Posadas declaró a Artigas "infame, privado de sus empleos, fuera de la Ley y enemigo de la Patria" y por decreto del 11 de febrero de 1814 puso precio a su cabeza y prometió fusilar en 24 horas a los que le prestaban ayuda. Siete días después escribió al gobierno paraguayo:

"He recibido varias cartas interceptadas a Artigas, en que, induciendo a toda la campaña a una sublevación general contra el ejército sitiador [de Montevideo] y esta capital [Buenos Aires], se vale atrevidamente del nombre de Vuestra Excelencia para dar a la sedición un aspecto de seguridad e importancia. Él proclama a todos los orientales que sus proyectos destructores están abiertamente protegidos por la República del Paraguay, comprometiendo de ese modo los respetos de la autoridad de Vuestra Excelencia"
Gervasio Antonio de Posadas al Consulado del Paraguay (Ribeiro, 2003, p. 69)

En 1815, el director Juan Martín de Pueyrredón le pidió a Francia cuatro mil reclutas para su ejército contra Artigas y la posible invasión de Pablo Morillo, lo que el paraguayo aceptó a cambio que Buenos Aires pagara la movilización de los hombres, lo que fue rechazado.

## Dictador Supremo de la República

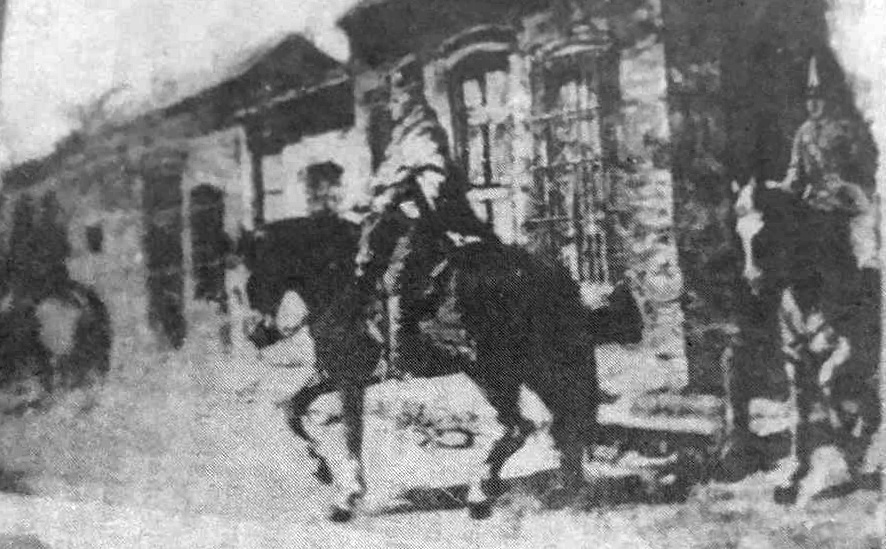
Las diarias observaciones a caballo por el Supremo Dictador por la ciudad de Asunción a horas de la siesta.

En su último periodo como cónsul, el doctor Francia preparó con tiempo la asamblea que debía renovar a los cónsules. Realizó nombramientos de funcionarios administrativos en la campaña y de oficiales en el ejército adictos a la Revolución. Emprendió además una campaña propagandística a favor de la necesidad de concentrar el poder en una sola persona, fenómeno que también se dio en otras partes de la América española en el periodo revolucionario y que ya había sugerido Francisco de Miranda en 1801. La oposición más fuerte se concentró en los "porteñistas", partidarios de la unión con Buenos Aires, en sectores del ejército cuyos dirigentes eran Pedro Juan Caballero, Juan Manuel Gamarra y el ex edecán de Velasco, el oficial español José Teodoro Cruz Fernández, quienes intentaron sumar a sus filas al cónsul Fulgencio Yegros. Este, sin embargo, no solo declinó la oferta sino que aceptó la sugerencia de Francia de ordenar la expulsión de varios de ellos de Asunción rumbo a sus residencias en la campaña y además prohibirles volver sin autorización, lo que se hizo por decreto siete días antes de la reunión de la asamblea. A principios de octubre de 1814, Asunción se fue llenando de cientos de campesinos, pequeños hacendados, administradores, jefes políticos que en su calidad de diputados venían de todo el interior para asistir a la asamblea. Entre ellos comenzó a circular una "instrucción" y un "Plan de Congreso", ambos de autor anónimo aunque se sospecha que fueron redactados por Francia. 
El Congreso inició sus deliberaciones el 4 de octubre de 1814, con la presencia de unos 1100 emisarios venidos de los rincones más apartados del Paraguay. Fue elegido presidente del mismo, por aclamación, el doctor Francia. En su discurso de apertura aconsejó la adopción de un gobierno unipersonal. Se presentaron mociones como esta:

“[…] deberá nombrarse por único Gobernante Supremo al señor doctor don José Gaspar de Francia […] Debe necesariamente destruirse de raíz el europeismo tolerado hasta ahora en los eclesiásticos y seculares […] Ninguno que de algún modo haya delinquido contra la libertad de la Patria obtendrá empleo de cualquier clase y estado […] El estado eclesiástico será precisamente arreglado y modificado al sistema de la Libertad de la Patria […] y no podrá predicar, confesar, obtener ni gobernar o ministrar sacerdote alguno […] Debe observarse en todas sus partes el pacto social de reunión y demás estipulado entre esta República y las Provincias Unidas, en el mes de octubre de 1811 […] y mantener sus diputados en la Asamblea soberana constituyente, para los asuntos que se ofrezcan tratar con las Provincias Unidas, con absoluta independencia de aquella Soberana […] El número de mil sufragantes debe minorarse al de uno o dos de los más ilustrados y patriotas de cada Parroquia […] Todo europeo indeciso desde el principio de nuestra gloriosa revolución debe reputarse civilmente muerto […] Mucho menos podrán traer divisas de ciudadanos ni de militares, como lo están haciendo, y se observe la prohibición nupcial y demás especulaciones que contra los españoles europeos han decretado los señores cónsules el 1º de marzo último”.
Moción de un diputado en el Congreso de octubre de 1814 (Vázquez, 1975, p. 104-105 documento  87)

Luego de debates entre los que querían seguir con el consulado y los que proponían el gobierno único y, dentro de estos, los que proponían a Fulgencio Yegros y los que apoyaban a Francia, se acordó por amplia mayoría de votos campesinos elegir a este último con el título de Dictador Supremo de la República, por un periodo de cinco años. Así como se había tomado de la antigua Roma la figura jurídica del consulado, en este caso se hizo lo mismo con la figura del dictador. Otras resoluciones fueron: que los congresos debían reunirse anualmente en el mes de mayo; que en el futuro el número de diputados sería de 253 miembros y que el nuevo gobernante debía nombrar a los miembros del supremo tribunal de justicia ejerciendo hasta tanto dichas funciones como interino. 
El 12 de octubre de 1814, el nuevo Dictador envió circulares a los delegados de los pueblos del interior en las que decía: 

"[...] Yo me aflijo al considerar el grave peso que se ha puesto sobre mis hombros precisamente en tiempos tan difíciles; lo único que encuentro capaz de mitigar mis cuidados es el recuerdo de que todos los buenos y verdaderos patriotas, en cuyo número tengo la satisfacción de contar con vuestra merced, me ayudarán a llevar tan enorme carga".
Oficio del Dictador Supremo a los Delegados (12/10/1814) (Vázquez, 1975, p. 108, documento 91)

Desde la época colonial el principal y más lucrativo rubro de exportación del Paraguay fue la yerba mate. La economía esencialmente agrícola del Paraguay tendió al monocultivo en detrimento de otras actividades agrícolas cuyos productos, menos rentables que la yerba mate, decrecieron en volumen siendo compensados con una creciente importación de los mismos. Esta debilidad económica mostró su importancia estratégica a partir del bloqueo impuesto por Buenos Aires para doblegar a la provincia rebelde del Paraguay. Para comenzar a revertir esta situación no coyuntural, el gobierno del doctor Francia tomó una serie de medidas económicas. Impuso un sistema de control del comercio exterior: aumentó los aranceles de importación como medida proteccionista lo que incentivó la producción nacional de alimentos que antes se importaban y aumentó la actividad artesanal existente con la aparición de nuevos artesanos: herreros, tejedores, armeros, albañiles, plateros y orfebres. Se creó el monopolio estatal en la exportación de maderas y otros bienes. El 13 de noviembre de 1814 se prohibió la salida de moneda metálica (u otras formas) para evitar la fuga de capitales con la excepción en las compras de armas realizadas por el gobierno. El comerciante extranjero tuvo que retornar llevando frutos del país en cupos que estuvieran autorizados por el Estado.
Se mantuvo el control de los adversarios del modelo revolucionario, especialmente de los que eran partidarios de la unión con las Provincias Unidas del Río de la Plata. 
A fines del siglo XVIII, Félix de Azara comentó, con relación a la iglesia del Paraguay, lo siguiente:

"[...] no creo que sea justo que se emplee esta contribución [diezmo] en mantener en la ostentación, opulencia y regalo a los eclesiásticos [...]. Si se atiende a las sumas que por otros mil caminos reciben los mismos eclesiásticos de los fieles se conocerá más visiblemente la necesidad de contener su riqueza que lo saca de su juicio y base, que es la pobreza y humildad; cuyas fatales resultas se verán algún día; porque la riqueza les da mucho crédito en el vulgo y los hace menos religiosos, de que resultará que no habrá jamás alboroto en que no tomen la mayor parte. Así el principal cuidado del Estado debe ser vigilar sobre la conducta de estas gentes que son tanto más consideradas aquí cuanto el vulgo esta menos instruido."
(Azara, 1904, p. 437-438)

En tal sentido se eliminó beneficios que debía pagar el pueblo, y los curas párrocos pasaron a depender de un sueldo como empleados públicos. Secularizó los bienes de la Iglesia católica, lo que cambió la situación de los campesinos que trabajaban en esas tierras, que pasaron de arrendatarios de la Iglesia a propietarios libres. A partir de entonces muchos bienes que los propietarios cedían en testamento a la iglesia pasaron a ser cedidos al Estado:

"Sea notorio como yo, Don Francisco Suma, natural de la isla [...], en el Reino de Nápoles [...] lego a favor de la Tesorería principal del Estado la mitad de dichos mis bienes, o su producto [...] Ítem declaro ser mi voluntad que la otra mitad de dichos bienes o sus productos, se invierta y distribuya [...] en los pobres de esta ciudad"
Francisco Suma ante el escribano del Cabildo, 11/1/1816. (Vázquez, 1975, p. 131, documento 122)

En 1815, debido al saqueo de las tropas de Artigas en las Misiones, el doctor Francia ordenó que el ejército trasladara a la margen derecha del Paraná a los pobladores y objetos de las iglesias jesuíticas. De esta manera los nichos, imágenes y reliquias de Santa Ana, Corpus, San Ignacio Miní y Candelaría quedaron dentro del Paraguay y se salvaron. Temeroso que lo invadiera Artigas, Francia movilizó en julio de ese año 4000 milicianos y llegó a considerar invadir Corrientes pero el oriental, amenazado por la previsible invasión luso-brasileña, abandonó esa idea en febrero de 1816 y Francia desmovilizó al ejército.. 
Otro paso importante en la transformación de la Iglesia a los ideales de la revolución fue cortar las relaciones de subordinación y dependencia con funcionarios eclesiásticos del exterior, es decir, de Buenos Aires y Roma. A tal efecto, por un Auto Supremo del 2 de julio de 1815, el doctor Francia expuso:

"“Exigiendo las presentes circunstancias y el estado mismo de la República que las comunidades religiosas existentes en el territorio de ella sean exentas de toda interferencia, o ejercicio de jurisdicción de los prelados o autoridades extrañas de otros países; prohíbo y en caso necesario extingo y anulo todo uso de autoridad o supremacía de las mencionadas autoridades, jueces o prelados residentes en otras provincias, o gobiernos, sobre los conventos de regulares de esta República, sus comunidades, individuos, bienes de cualquiera clase, hermandades o cofradías anexas o dependientes de ellas. En esta virtud las expresadas comunidades religiosas quedan libres y absueltas de toda obediencia y enteramente independientes [...]. Por consecuencia se gobernarán en lo sucesivo [...] bajo la dirección y autoridad del Ilustrísimo Obispo de esta Diócesis así en lo espiritual como en todo lo temporal y económico”.
 Auto Supremo de Francia 2 de julio de 1815, A.N.A Colecc. Solano López (Báez, 1985, p. 89)

El obispo de Asunción era Pedro Ignacio García Panés, que debido a su estado de salud tuvo que delegar gran parte de sus funciones en Roque Antonio Céspedes Xeria a quien nombró como provisor y vicario general. Años después, ante el agravamiento de Panés, el doctor Francia "subrogó" (sic) en este lo que en su auto supremo del 2 de julio de 1815 había atribuido a aquel. Esto dio lugar a la versión habitual, y errónea, de que el doctor Francia lo había puesto en "reemplazo" de Panés.
La ciudad de Asunción 

"no era ni podía llamarse tal con propiedad, no habiendo sido antes más que un desorden extravagante conjunto y agregado de casas diseminadas arbitrariamente y a fantasía sin ningún arreglo ni orden, formando así huecos, pantanos, estrechas y tortuosas callejuelas que a veces se confundían e iban a parar a una sola"
 (Viola, 1984, p. 61/62)

 El doctor Francia procedió a la urbanización con el trazado de calles alineadas, construcción de murallas linderas y nivelación de suelos para evitar los daños que producían los raudales. El Estado indemnizó, según consta en varios documentos, a los propietarios de las casas que tuvieron que ser destruidas o de los terrenos que debieron ser ocupados para el trazado de las calles con la excepción de los muy pudientes. Comenzó también la construcción de la Casa Capitular o Cabildo para lo cual el gobierno adjudicó un horno de ladrillos y donó una embarcación para acelerar la construcción. Permitió además a los cabildantes el cobro de una "moderada contribución" a los comerciantes de Asunción para terminar la obra.

## Dictador Perpetuo

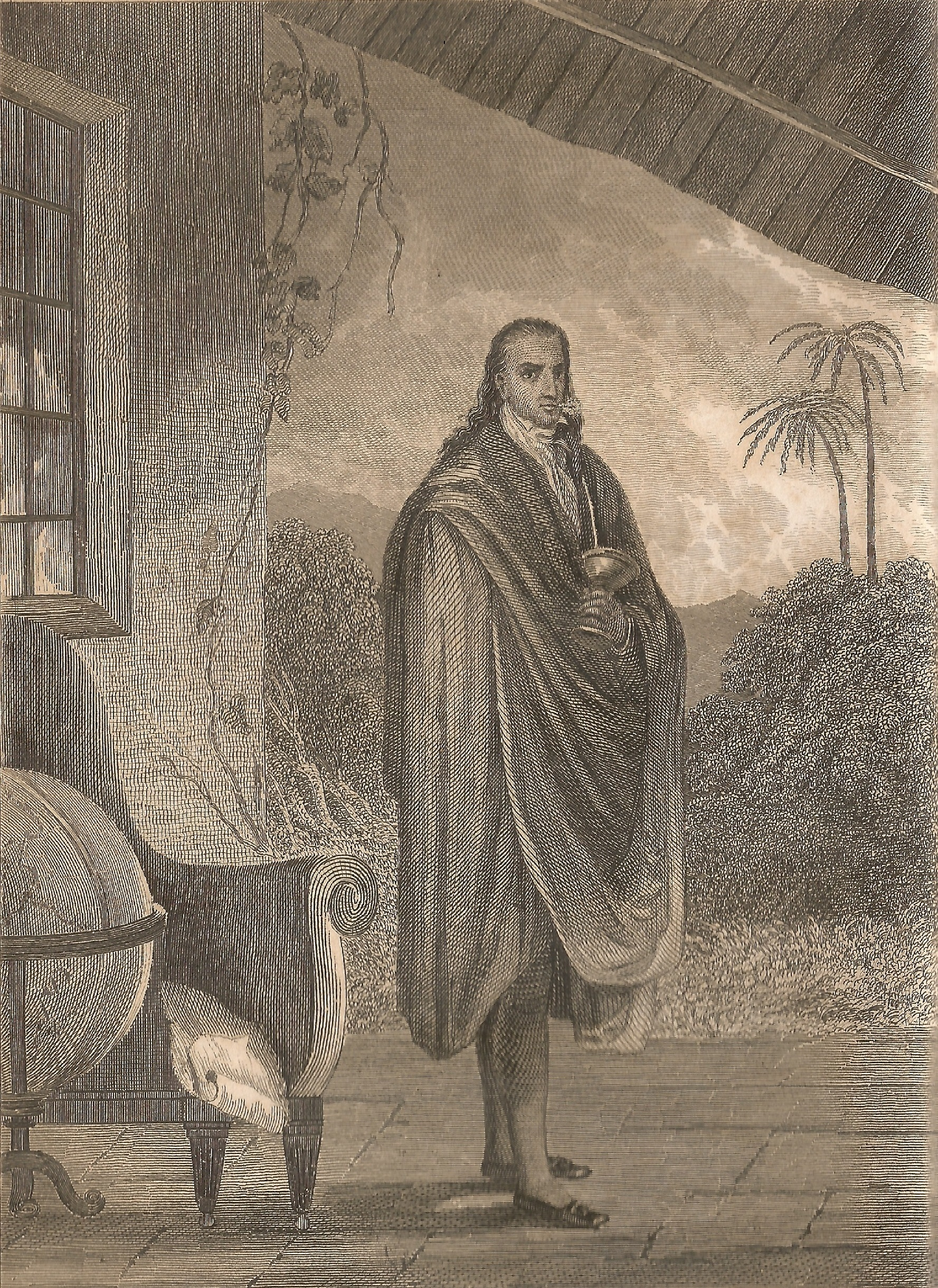
Litografía de José Gaspar Rodríguez de Francia con un mate y su bombilla.

El 30 de mayo de 1816, de acuerdo a lo previsto en 1814 sobre la convocatoria anual de un congreso con 250 diputados, se reunió el cuarto congreso paraguayo. Pese a que no se había cumplido el plazo de cinco años previsto en la ley de creación de la dictadura temporaria, en su primera y única sesión se decidió, por aclamación, la instauración del doctor Francia como Dictador Perpetuo de la República con una aclaración significativa, "con calidad de ser sin ejemplar", vale decir, único, para que nunca más se repitiera. Se acordó fijar un sueldo de $7000 anuales en razón que el doctor Francia rechazó el sueldo de 12 000 anuales que le iban a otorgar. Se decidió también que el Congreso se reuniría cada vez que lo requiriera el Dictador. Desde entonces ningún congreso volvió a reunirse en vida del doctor Francia.
Muchos documentos públicos de las más de dos décadas en que gobernó el doctor Francia se perdieron, en parte por el clima húmedo y caluroso, por la falta de cuidado contra insectos y roedores y, sobre todo, por el traslado y saqueo ocurrido durante la guerra de la Triple Alianza. Pese a todo han sobrevivido muchos que constituyen fuentes de primera mano y que han servido o están pendientes de revisión para analizar su gobierno.

### Administración pública
El doctor Francia continuó la depuración de la administración pública que había iniciado como cónsul. Mantuvo los tres objetivos: eliminar el elemento extranjero, eliminar la corruptela colonial y obtener la lealtad de cada soldado, maestro o empleado público que debía estar consustanciado con la Revolución.

"Característico de una sociedad de clases, la oligarquía [española y criolla] había mantenido tradicionalmente el monopolio de la educación y la experiencia administrativa [...] consecuentemente, como en todas las radicales revoluciones sociales, al alejar a las élites de sus cargos tradicionales, el Paraguay enfrentó una crónica escasez de personal entrenado y competente".
(White, 1984, p. 110)

Esto puede observarse en los documentos donde el doctor Francia se comunica con sus delegados donde este, con gran capacidad docente, los instruye sobre temas de administración, asuntos militares, formas de redactar los informes, política nacional e internacional, comercio y una gran variedad de otros temas. 
Un ejemplo de cómo funcionó la administración puede verse en el siguiente legajo: El sargento Simeón Osorio, que presta servicio en la lejana Tevegó, recibe una carta de su madre en la que le pide ayuda económica. Simeón responde que solicite en Asunción el pago de seis meses de los sueldos que se le adeudan. El 5 de diciembre de 1815, sabiendo que el comandante de Tevegó, teniente Estigarribia, esta en Asunción, la madre interpone una instancia a través de José Mateo Tellez quien la entrega al secretario de gobierno Francisco Díaz Moreno. Este traslada la solicitud al teniente Estigarribia quien el mismo día contesta por escrito que lo que dice la madre "es cierto y que me consta". Al día siguiente el expediente llega al escritorio del doctor Francia quien de puño y letra pide opinión al ministro de hacienda Francisco Díaz de Bedoya. Cuatro días después, el 11 de diciembre de 1815, el ministro devuelve el legajo al doctor Francia confirmando que efectivamente al sargento Osorio se le adeudan diez meses de sus haberes. Ese mismo día el doctor Francia traslada el expediente a la Tesorería y de puño y letra ordena: "Entréguese a la suplicante los seis meses de sueldo que solicita". Horas después la madre cobra el monto adeudado según consta en el recibo correspondiente. (A.N.A., Sección Nueva Encuadernación, tomo 2009). 
Este intrascendente legajo, no solo permite ver el funcionamiento administrativo, la rapidez de los trámites, la capacidad del doctor Francia y los problemas económicos (atraso de sueldos) al inicio de su gobierno, sino que además, gracias al puntilloso y desconocido burócrata que también archivó en el legajo la carta de Osorio a su madre, esta servirá, más de un siglo y medio después, para el estudio lingüístico de la evolución del español paraguayo en el siglo XIX.
Muchos funcionarios continuaron en funciones en los gobiernos siguientes. El caso más notable fue el de Domingo Francisco Sánchez, joven escribiente de Policarpo Patiño, secretario de gobierno del doctor Francia en 1826, y que terminó como vicepresidente de la República en el gobierno de Francisco Solano López, muriendo con él en la última batalla, en Cerro Corá, el 1° de marzo de 1870.

### Educación
La educación pública primaria se hizo obligatoria y gratuita y se extendió a todos los niveles de la sociedad. Las municipalidades locales fueron encargadas de abonar a los maestros y los jueces locales de construir nuevas escuelas. Según Rengger, a mediados de la década de 1820, no solo casi todos los paraguayos estaban alfabetizados sino que existían varios seminarios privados en Asunción. El naturalista francés Grandsire que estuvo en Itapúa en 1825 también observó "que casi todos los habitantes saben leer y escribir". El Real Colegio Seminario de San Carlos, donde el doctor Francia había enseñado latín y teología, entró en franca decadencia por falta de profesores idóneos y alumnos. También influyó la falta de ordenamiento de sacerdotes debido al retiro por enfermedad del obispo Panés. El Colegio fue cerrado por decreto del 23 de marzo de 1823. Las tierras del colegio fueron loteadas beneficiando a 876 familias. En 1834, el Estado abonaba salarios uniformes a 140 maestros rurales que enseñaban a 5000 alumnos. Además de los salarios proveía a los maestros de ropa y ganado. El Congreso reunido en 1841, después de la muerte del doctor Francia, dando cumplimiento a su última voluntad, entregó como donación la suma de 12 000 pesos al Colegio Seminario de San Carlos provenientes de los sueldos que el Estado le adeudaba al Supremo Dictador.
La primera Biblioteca Pública del Paraguay fue creada durante el gobierno del doctor Francia. Contenía unos 5000 ejemplares provenientes de las herencias a favor del estado, como fue el caso de los libros de Cabañas, o de confiscaciones a la clase ilustrada de Asunción. Un documento fechado el 3 de enero de 1838 menciona la entrega de 43 vidrios de los depósitos del Estado para las ventanas de la Biblioteca. Se asume que la importante biblioteca del doctor Francia también engrosó la Biblioteca Nacional dado que no figura en el reparto de sus bienes. El destino de muchos de estos libros, pasada la guerra de la Triple Alianza, es otro ejemplo del saqueo que sufrió el Estado paraguayo. En una carta de agradecimiento de Mariano A. Pelliza, subsecretario de Relaciones Exteriores de la Argentina, por el obsequio que le envió Martin Merou, embajador argentino en Asunción, le dice: 

"[...] Queda en mi poder el precioso libro que me ha enviado con un autógrafo de su antiguo propietario, el doctor Francia. Independiente de la firma auténtica, tiene el enunciado libro el mérito histórico de su contenido [...]
Mariano A. Pelliza a Martín Merou, 4/6/1887 (Vázquez, 1975, p. 398 documento 451)

 Agrega Vázquez en su comentario a este documento: "Quien quiera hojear estos libros del Paraguay antiguo [se refiere a los de la Biblioteca Nacional] , tendrá hoy que viajar mucho y vivir errante por las capitales civilizadas de América y Europa."

### Iglesia

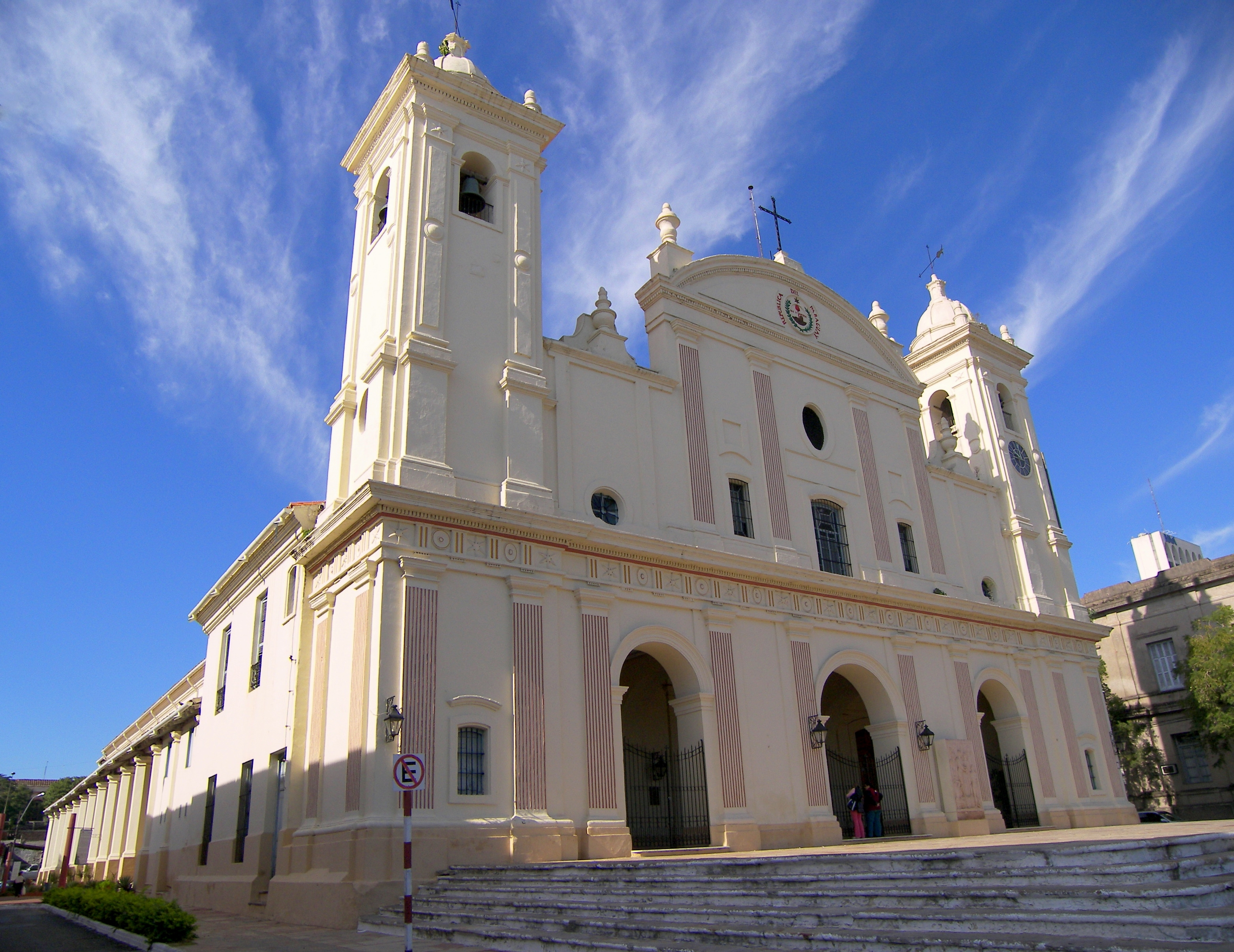
Catedral de Asunción (Paraguay) donde se aprecia el escudo nacional colocado por orden del doctor Francia

Respecto a la Iglesia, los sacerdotes tuvieron que jurar fidelidad a la República. No se permitieron procesiones salvo aquellas fijadas en el calendario. Muchas de las ceremonias religiosas no fijadas en el mismo eran en realidad fiestas paganas, como era el caso de los velatorios de párvulos o la fiesta de San Baltazar en las que abundaba el licor y los juegos de azar. También se eliminó el Paseo del Estandarte Real. Esta importante y costosa ceremonia público-religiosa, de altísimo simbolismo, tenía como función reforzar la imagen del monarca y la prédica religiosa por la cual todos debían jurar vasallaje a Dios y al Rey. Iba acompañada de una misa en la catedral, ofrecimiento en el Cabildo de licores a los más importantes vecinos, corridas de toros, juego de sortijas, comedias, sarao en la casa de gobierno, etc. Estos gastos estaban a cargo del Cabildo.
El gobierno se constituyó como máxima autoridad de la iglesia y único capaz de designar a los ministros eclesiales siguiendo el patronato regio existente en la época colonial. Según Irala Burgos lo hizo con "una estrictez que los más severos Borbones o Habsburgos hubiesen envidiado". Asimismo los oficios pastorales y encíclicas debían ser aprobados previamente por el gobierno. Ordenó borrar de los frontispicios de las iglesias los emblemas pontificios que fueron reemplazados por el escudo de la República.

### Ejército
Si bien la política española a fines del siglo XVIII fue reforzar las milicias locales de las colonias por las dificultades en el envío de ejércitos desde la península, la invasión de Belgrano mostró la pobreza del ejército de la Provincia del Paraguay, sobre todo en materia de armamento. Solo el 10% de los soldados movilizados tenían fusiles, el resto estaban armados con lanzas, sables, machetes y garrotes.
La invasión de Belgrano y los sucesos de mayo de 1811 crearon un nuevo poder político: los "oficiales del Cuartel". En el Bando del 17 de mayo de 1811 se aclaró que no se permitiría ningún agravio a los vecinos por parte de las "tropas acuarteladas". Posteriormente, las dos renuncias del doctor Francia como vocal de la Junta pusieron en evidencia la connivencia de este nuevo factor de poder con miembros de la Junta en contra del sector civil. La primera tarea del doctor Francia, dado el peligro que significaba para el gobierno, fue desmantelar el poder de estos "oficiales prevalidos de las armas" como lo expresó abiertamente en su nota al Cabildo del 3 de septiembre de 1811. Esta lenta y cautelosa tarea la llevó adelante durante el último periodo de la Junta y en sus dos periodos como cónsul. 
Recién como Dictador, Francia pudo dedicar todo su esfuerzo a lo que fue uno de sus objetivos centrales: dotar a la República de una fuerza militar sometida al poder de las instituciones y de la Revolución y que estuviera capacitada para disuadir el permanente deseo de los gobernantes de Buenos Aires (Pueyrredón, Dorrego) de corregir el fallido intento de Belgrano. A este peligro se sumaron después los caudillos federales: Artigas, Ramírez y hasta Quiroga, siempre necesitados de hombres y recursos económicos para enfrentar a Buenos Aires o enfrentarse entre sí. Por otro lado estaba el Brasil que no cesó de presionar sobre la frontera norte apoyando las correrías de los montaraces mbayaes sin perder su interés por las Misiones en la frontera sur. Desde el oeste, detrás del desierto chaqueño, el general Bolívar, instigado por su bien pagado agente en el Río de la Plata, el Deán Gregorio Funes, también pretendió, en un momento dado, invadir el Paraguay con el pretexto de "rescatar" a su amigo  Amadeo Bonpland. 
Este nuevo ejército regular se integró con jóvenes no vinculados con las familias poderosas y que fueran leales a la Revolución. Se compró cuanto armamento pudo sortear el bloqueo impuesto desde el exterior, especialmente por Buenos Aires, pagando sobreprecios, evitando el ingreso de armas defectuosas y tentando a los comerciantes de armas con el permiso de sacar metálico o los productos que quisieran. Son innumerables los documentos que mencionan compras de armamento usado, muchos para reparar, a veces de a uno, hecho a particulares o el pago a carpinteros de diferentes pueblos por la construcción de cureñas para los cañones. También se crearon nuevas posiciones defensivas, como la colonia de Tevegó al norte o la fortaleza de San José frente a Itapúa y la posición adelantada de Tranquera de Loreto ubicada en la zona más angosta entre la laguna Iberá y el río Paraná a la altura del salto de Apipé, o se mejoraron las existentes.

"El ritmo de las faenas se intensificó en 1837 y todo finalizó [...] en los últimos meses de 1838 [...] [La fortaleza de San José o Trinchera de los Paraguayos, hoy Posadas] tenía un murallón exterior totalmente de piedra, de casi cuatro varas [3,30 metros] de altura y dos [1,67 metros] de espesor con perfil almenado y cuajado de torreones con bocas de fuego batiendo todos los ángulos del horizonte [...] este murallón, con un profundo foso paralelo [..] arrancaba [al borde] del Paraná para después de describir un dilatado semicírculo de muchos kilómetros, volver a cerrarse como un monstruo semienroscado sobre el mismo río.
 (Vázquez, 1975, p. 48)

 No se tienen datos fehacientes sobre el poder del ejército aunque en algunos documentos se mencionan planes para movilizar 3000 o más hombres. Según el historiador White ese fue uno de los secretos del doctor Francia que, sumado a la exageración pública, fue utilizado para disuadir los intentos de invasión de los países vecinos que desconocían la importancia de las fuerzas que deberían enfrentar.
Todo el esfuerzo desplegado para la compra de armas y equipos, reclutamiento de soldados, construcción de hospitales, cuarteles y fortines y abastecimiento se hizo sin incrementar los impuestos. En cierta ocasión se exigió a los "llamados europeos" un aporte extraordinario pero exceptuándolos del impuesto a las obras públicas.

"El Gobierno ha resuelto hacer pasar a la otra banda un Cuerpo de tres mil hombres, o más si fuere preciso, a efecto de franquear la navegación y libertar el tráfico mercantil de las trabas, piraterías y bárbaras exacciones, con que impiden su curso los Pueblos de las Costas [Corrientes, Santa Fe, La Bajada, Buenos Aires], pretendiendo arbitrariamente arrogarse el dominio del Río, grasarse y auxiliarse con sus atroces depredaciones, para tener a esta República en la más infamante y servil dependencia, y preparar de este modo su atraso, menoscabo y ruina, ya que no han podido conseguirlo de otro modo [...] los llamados europeos establecidos en el País a más de que nunca llevan las cargas de la Milicia, son los que por su ejercicio y aptitud, que les proporciona sus facultades, participarán también de las ventajas y utilidad consiguientes a la indemnidad del tráfico y navegación aun sin ser Ciudadanos de este Estado, y sin tener que sufrir los penosos trabajos, molestias, incomodidades y riesgos de la vida que toleran los Patriotas y que se exponen nuevamente abandonando sus hogares y el reposo de sus casas. [...] se impone a los mencionados europeos la contribución de ciento cincuenta mil pesos fuertes [...] quedando además exentados en adelante de toda contribución para obras públicas".
Auto Supremo sobre contribuciones de "los llamados europeos" al ejército de la República (20/1/1823) en (Chaves, 1958, p. 288 nota 2)

La conformación del ejército generó además nuevos puestos de trabajo en los talleres de costura, talabartería, armerías, carpinterías y herrerías. Lo mismo ocurrió con la construcción de lanchas cañoneras y buques. El doctor Francia era consciente de que para llevar adelante esta gran tarea se necesitaba una estructura burocrática como la que detalló al Ministro de Hacienda en su nota del 30 de enero de 1822. Sin embargo, se hizo cargo personalmente de todo apoyado por expertos artesanos. En 1827 el dictador paraguayo contaba con 5000 soldados y 40 000 milicianos.
A mediados de 1832 se produjo una importante compra de 1000 fusiles y una cantidad equivalente de sables. Como consecuencia de la interrupción del comercio en el corredor misionero durante todo el año 1833 debido a los correntinos, en diciembre de ese año, el ejército paraguayo ocupó Candelaria y dio protección a los comerciantes extranjeros que utilizaban esa vía. Pese a la alarma generalizada sobre esta operación militar paraguaya ante la cual Buenos Aires puso en alerta una escuadra naval para enfrentar al "fabuloso ejército paraguayo", no pasó nada y los correntinos abandonaron la zona durante el resto del gobierno del doctor Francia.

### Economía
La estructura económica colonial que heredó la Revolución consistía en una larga cadena donde cada eslabón se apropiaba, según su posición dominante, de una parte del valor de la producción que se generaba en la Provincia del Paraguay. Esta cadena arrancaba en España, pasaba por Buenos Aires, que era además prestamista de los comerciantes de Asunción, quienes a su vez recibían a crédito las mercaderías de los acopiadores del interior de la provincia. Estos acopiadores por su parte, además de fijar el precio de lo que compraban proveían de alimentos, herramientas y ropa a los peones y pequeños productores a un precio exorbitante. Ya el gobernador español Agustín Fernando de Pinedo en su informe al Rey del 29 de enero de 1777 [el doctor Francia tenía entonces 11 años] observó que: "estos miserables no pueden pagar ni aun la mitad (mejor diré la tercia parte) de aquello en que se empeñan". Esta misma cadena se repetía con las mercaderías de importación. 

[...] en toda aquella población rural, patricia, blanca, consciente de sus raíces, era al mismo tiempo la más miserable y desposeída de América, a tales extremos, que a su sola vista se espantaban hasta las lágrimas y conmovían a obispos y gobernadores [...] Con el Dr. Francia dejará de verse para siempre en el Paraguay la desnudez que por tanto tiempo escandalizó a Obispos y Gobernadores.
(Vázquez, 1998, p. 47-50)

Con la Revolución, la élite criolla vio la oportunidad de acceder al poder político y por ese medio sumar a sus beneficios la parte del eslabón que detentaban los comerciantes españoles de Asunción. Asumían además que, mediante tratativas y alianzas, podrían compartir con Buenos Aires una parte del eslabón del que otrora se apoderaba España. 
En una línea diferente, el modelo económico-político del doctor Francia consistió:
- en disminuir o eliminar la apropiación de los eslabones internos del Paraguay (comerciantes españoles, acopiadores, grandes hacendados y la Iglesia local en su calidad de propietaria, financista y cobradora de diezmos y otros beneficios) transfiriéndolos a los productores primarios mediante la cesión o arrendamiento a precios bajos de las tierras expropiadas a esos sectores, la eliminación de privilegios reales, el monopolio estatal del comercio exterior y el manejo de las licencias comerciales, la fijación de precios mínimos para los productos de exportación y de máximos para los de importación.
- en configurar al Estado como gran competidor en el mercado, tanto en la compra como en la venta, utilizando las Estancias de la Patria y los Almacenes del Estado para tal fin, interviniendo además en la demanda de mano de obra, en la fijación de salarios, tarifas de arrendamiento, precios de los medios de producción, etc. El Estado era propietario del 50% de la región Oriental del Paraguay. El 28 de abril de 1824, el cabildo, por instrucción del gobierno, fijó una lista de precios máximos a bienes de consumo: carne, maíz, mandioca en sus diferentes clasificaciones, y sal. El objetivo era evitar fluctuaciones excesivas en "tiempos de carencia".[70]

Estas medidas produjeron una importante redistribución de la riqueza hacia los pequeños y medianos agricultores y artesanos que se beneficiaron además de una radical y progresiva reducción de la carga impositiva. Se conformó así un Estado económicamente cada vez más fuerte y autónomo que impidió que la riqueza se acumulara en un sector minoritario o se fugara del país por culpa de negociadores débiles, ideológica y económicamente dependientes de los centros de poder extranjeros o no consustanciados con la Revolución.
La disminución de la actividad en el puerto de Asunción, y su reemplazo por los puertos fronterizos de Pilar e Itapúa, descentralizó el comercio exterior y mejoró el control interno y externo ligado a esa actividad. El costo por flete desde los productores hasta esos puertos se nacionalizó incorporándose a los precios de exportación o eliminándolos de los de importación. Un ejemplo de negociación estatal figura en la comunicación del doctor Francia a su delegado de Pilar : 

"Los precios que [el] comerciante dice haber costado sus efectos, son manifiestamente supuestos [...] la propuesta que has de hacer es que sin tener que pagar derechos algunos de Introducción ni de Alcabala de sus efectos, ni tampoco los de Extracción de la Hacienda, ni de Ramo de Guerra, ni de Anclaje y poniéndole además la yerba en esa Villa [Pilar] donde también se ha de recibir lo comprado, [...] le ahorra de muchos gastos y de la demora [de ir hasta Asunción]: se le darán 40 arrobas netas de Yerba buena por cada pipa llena de Vino Carlon [...]; 15 arrobas por cada barrica de harina buena [...] de este modo llevará tres mil arrobas [34,5 toneladas] [..] que le producirán en cuanto menos 12 000 pesos [...]."
 Francia al delegado de Pilar (4/10/1825) en (Bareiro, 2009, p. 1132, vol.2, documento 1350)

 Por lo tanto, el gobierno no solo conocía los precios internacionales y los diversos costos que incidían en el resultado sino que, sobre esa base, podía establecer los precios de equivalencia entre los productos nacionales e importados. Finalmente, calculando la ganancia que obtendría el comerciante por toda la operación, el gobierno se liberó de negociar los resultados parciales por producto, entre los cuales, cabe señalar, se incluía la compra de 60 fusiles para la caballería.

"Al no fijar el comercio en valores o precios fijos sino en la utilidad o valor de uso de las importaciones en relación con la cantidad de trabajo requerido para producir el artículo de exportación, el Paraguay adquiría sus importaciones en trueque por sus exportaciones sin incurrir en déficit de su balanza comercial. Tampoco abría a los países europeos un mercado donde sus productos pudieran ser vendidos sin límite. Es sólo dentro de este contexto que el Paraguay se "cerró" al comercio internacional. Mientras la idea de la autarquía paraguaya es históricamente incorrecta, el control de la economía nacional por el Estado puso vallas defensivas a las influencias corrosivas de las economías capitalistas".
(Areces, 2007, p. 48)

Se fabricaron ponchos y mantas para caballos, que antes no se hacían en el país, además de uniformes y vestuarios, cigarros, miel de abeja, cueros crudos, curtidos, etc. Se producían drogas medicinales con hierbas. En la agricultura se introdujeron cultivos nuevos como el trigo y el algodón, siendo su producción obligatoria. Se cultivaron además arroz, maíz, legumbres, atribuyendo a cada propietario una especie específica en un área determinada. De esta forma se sustituyeron muchas importaciones.
Se fomentó la ganadería a través de las haciendas del Estado o "Estancias de la Patria". Tal fue el éxito que se exportaron caballos a Entre Ríos, cuando históricamente se importaban de dicha provincia. La abundancia de ganado fue tal que se llegó a sacrificar animales por falta de pasturas o se regaló el excedente a los pobres.
Renglón aparte ocuparon las multas y confiscaciones a los españoles que aportaron grandes ingresos. El derecho a las sucesiones vacantes de extranjeros también fue estricto. Abundaron los legados voluntarios por parte de los ciudadanos: 

"Los legados por cláusula testamentaria o verbales a favor del Estado fueron uno de los rasgos más característicos y conmovedores de la época notable que encarnó el dictador Francia. Paraguayos de toda clase y condición, y frecuentemente los más humildes, disponiéndose a morir [...] designaban un presente que después del fallecimiento debía entregarse [..] con estas sencillas pero sublimes palabras: "para la Patria""
(Vázquez, 1975, p. 297, comentario al documento 324)

El 15 de octubre de 1838, el gobierno exigió una contribución a 7 comerciantes extranjeros que se habían instalado sin permiso poniendo "tiendas y pulperías" acumulando metálico pese a estar prohibida su extracción. Los montos de las contribuciones fueron calculados sobre las facturas "aforadas" por cada uno de ellos y en diferentes porcentajes lo que prueba un análisis de caso por caso.
El gobierno controló la administración de cada centavo que ingresaba al erario público. El doctor Francia dio el ejemplo pagando de su bolsillo, como cualquier ciudadano común, todo lo que consumía. Firmaba rigurosamente el recibo al cobrar su sueldo, siempre atrasado, según consta en los archivos de Asunción.

### Política interior
Ninguna persona podía salir o entrar del país sin un permiso especial del gobierno. Los extranjeros que ingresaron al Paraguay huyendo de la explotación esclavista o de las guerras civiles que asolaban a los países vecinos fueron internados lejos de las fronteras y en zonas que el gobierno deseaba poblar. Como ocurría en otros países, era necesario tener una autorización de tránsito dentro de país, con esto se controló el desplazamiento de los delincuentes, vagos y desertores. El control era mayor en la zona fronteriza por la presencia de los contrabandistas.
El bloqueo comercial impuesto al Paraguay afectó también a los periódicos que venían desde Buenos Aires. El doctor Francia encargaba a los comerciantes que trajeran determinadas publicaciones para informarse de lo que pasaba afuera. Por igual razón la correspondencia con el exterior se cortó por completo.

#### Conspiración del año 1820

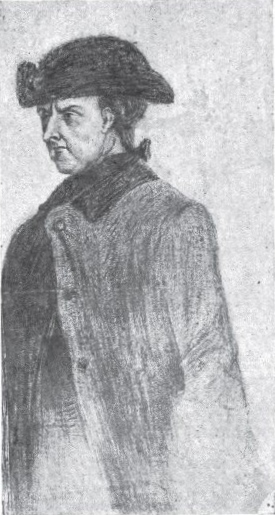
El dictador Francia en 1824.

Los enemigos del modelo político-económico del doctor Francia se mantuvieron en la sombra por muchos años. Desde antes y durante el congreso de octubre de 1814 ya existían grupos que conspiraban contra él. Artigas había intentado conectarse con ellos en el año 1815. Diversas multas se aplicaron en 1817 a personas que no respetaban la autoridad del gobierno. Un hecho económico aumentó el descontento del minoritario grupo de comerciantes, grandes hacendados y acopiadores, tanto españoles como criollos: la drástica disminución del comercio internacional a causa del bloqueo impuesto desde el exterior por la política de no intervención y defensa de la soberanía del doctor Francia. Si tomamos las exportaciones paraguayas del año 1816 como índice de base=100, la de 1818 fue de 75, la de 1819 fue de 49 y la del año 1820 fue de solo 17. Esto significó para esa poderosa clase económica, no solo la pérdida de ingentes ingresos sino el aumento de los costos de mantenimiento de los productos no vendidos y pérdidas crecientes por el deterioro de los mismos. 
El gobierno no era ajeno a estos descontentos. En enero de 1820, el poderoso militar-hacendado y excónsul Fulgencio Yegros fue llamado a residir en Asunción a causa de las frecuentes reuniones que hacía en su estancia. El 28 de marzo de 1820 fueron detenidas varias personas que salían de una reunión donde se estaban ajustando los detalles finales para asesinar al doctor Francia y miembros del gobierno el día de Viernes Santo del 31 de marzo de 1820. Rápidamente se arrestó a una treintena de implicados entre los cuales el más destacado fue Fulgencio Yegros. Las investigaciones sobre el alcance de la conspiración prosiguieron en los meses siguientes aumentando el número de sospechosos a más de 170. Pedro Juan Caballero fue detenido ocho meses después que Yegros. En un proceso que se realizó a un señor Tomás Verges donde se le impuso una multa 

"[...] consta que el capitán Pedro Juan Caballero se hallaba acopiando una cantidad exorbitante de yerba mate [1338 tercios], juntamente con este señor Verges porque [creían] dice Francia "de que mi fin era ya llegado, que ocurriría de un momento a otro", es decir, que tenían ellos la certeza de que triunfaría la conspiración".
Expediente ANA, vol. 813, Secc. Propiedades y Testamentos en (Viola, 1984, p. 15 y 29)

La nula participación popular en la conspiración permitió al gobierno abortar rápidamente el golpe de Estado sin derramamiento de sangre, enviando a los sospechosos a la cárcel y confiscando sus bienes. 
Contemporáneamente a estos sucesos se produjo la presencia, en la frontera sur, de Francisco Ramírez, ex lugarteniente de Artigas, que se consideraba a sí mismo un hombre llamado a realizar grandes destinos. La relación de Ramírez con el gobierno paraguayo durante el año 1820 se desarrolló en tres planos: 
1) Envió notas, de gobierno a gobierno, al doctor Francia invitándolo a unirse al Tratado de Pilar; pidió la extradición de Artigas y propuso eliminar el bloqueo comercial; 
2) Simultáneamente tomó contacto con las fuerzas opositoras al doctor Francia que operaban dentro del país a través de su delegado Ramón Cáceres; 
3) Sin ocultar su intención, constituyó una fuerza militar en Corrientes para invadir el Paraguay. Esta ausencia de secreto provocó que el general López Jordán le advirtiera "que te reserves de algunos sujetos que están a tu lado y [que] publiquen tus providencias privadas.
El doctor Francia no contestó ninguna de esas notas y apresó a los enviados de Ramírez; aumentó las investigaciones sobre la posible conexión entre Ramírez y los conspiradores y preparó las fuerzas militares para detener la invasión. En este contexto, a finales de 1820, se reinició el comercio por el Paraná pero que duró 60 días pues Ramírez lo cortó intempestivamente en marzo de 1821: 

"Los buques menores del Paraguay como canoas y chalanas pequeñas, déjelas regresar; pero los buques mayores todos deberán venir para abajo. Todos los que regresen de Buenos Aires o de otro punto para el Paraguay, ya no deben pasar al Paraguay"
 Francisco Ramírez al comandante de Corrientes Evaristo Carriego en (Vásquez, 1930, p. 125)

 En mayo de 1821, bajo la protección de Ramírez, Bonpland se instaló en Santa Ana, en una zona bajo jurisdicción paraguaya. A principios de junio de 1821, un destacamento paraguayo detuvo a Juan Alfano cuando cruzaba el Paraná con una carta al comandante entrerriano Ramón Cáceres donde le manifestaba que no solamente existían todavía conspiradores en libertad en el Paraguay sino que los españoles también estaban listos para ayudar a la insurrección. El doctor Francia reunió a los españoles en la plaza, puso presos a los más importantes y les exigió el pago de una contribución de 150 000 pesos para financiar una expedición militar hacia el sur.
Según Wisner, el 3 de julio de 1821 fue interceptada una carta de Cáceres a Pedro Juan Caballero en la cual le pedía que comunicara a Yegros que pronto los iba a ayudar. Esto provocó que el doctor Francia tomara la decisión de fusilar a los principales responsables a partir del 17 de julio. Fulgencio Yegros figuró entre los primeros. Pedro Juan Caballero prefirió suicidarse. Francia posiblemente no supo que siete días antes, el 10 de julio de 1821, en Córdoba, Francisco Ramírez había muerto de un balazo y que su cabeza había terminado colocada en una jaula.

### Política exterior
A la fecha del fallecimiento del doctor Francia, en septiembre de 1840, el Paraguay era la única de las antiguas colonias españolas de América continental que no había proclamado formalmente su independencia. No obstante, su independencia política, cultural y económica, era un hecho indubitable.

#### Pedido de asilo de José Gervasio Artigas
Las relaciones entre José Gervasio Artigas y el doctor Francia, cuyas ideas coincidían en muchos puntos, fueron siempre tirantes debido a la intransigente actitud de este último con relación a la política de no intervención en los conflictos que se producían más allá de las fronteras del Paraguay. El 16 de enero de 1814, en la época del consulado, instigado por Artigas había ocurrido el incidente Matiauda-Pérez Planes [Véase "Cónsul de la República del Paraguay" ut supra] lo que motivó que los cónsules Yegros y Francia tuvieran que dar explicaciones y seguridades al gobernador de Corrientes. A principios de 1815, Artigas envió una carta a Cabañas por intermedio de Francisco Antonio Aldao, un comerciante paraguayo que encontró en Santa Fe. En esa carta proponía invadir el Paraguay, "buscar la cabeza" de Francia con el apoyo de los hombres que podrían aportar Cabañas y Yegros, quienes luego gobernarían el Paraguay. También se mencionaba a Pedro Juan Caballero. El 21 de abril de 1815, Artigas cambió de estrategia y escribió al doctor Francia solicitando que el Paraguay se aliara "en una combinación exacta con él para dar a la América un ejemplo de moderación". Obviamente el enviado de Artigas no logró llegar a Asunción ni la carta fue contestada. Artigas reaccionó con lo habitual: bloqueó el río Paraná prohibiendo todo comercio, ocupó Candelaria y se apoderó de un cargamento que traía el comerciante inglés Robertson con destino al Paraguay. 

"Igualmente ya previne a usted la absoluta prohibición de la introducción de ganados al Paraguay [desde Corrientes] [...] Del mismo modo prevengo a usted haberme oficiado el Comandante General de Misiones se prohibía la introducción de ganado en ella, que con notable detrimento pasaba al Paraguay. Usted no debe ignorar que Misiones es una provincia amiga [...] no hay razón para que a ella se le prohíba la introducción de ganado [...] de este modo guardaremos el equilibrio tan precioso entre provincias hermanas y la escrupulosidad necesaria con las que han renunciado nuestra fraternidad [el Paraguay]"
Artigas al gobernador de Corrientes, 12 de septiembre de 1815 en (Ribeiro, 2003, p. 88)

El doctor Francia tomó diversas medidas defensivas preparándose para una invasión. Sin embargo nada ocurrió y en febrero de 1816 Artigas retiró sus fuerzas al recibir noticias ciertas de que la invasión portuguesa ya estaba en marcha hacia Montevideo. En julio de 1817 Artigas volvió a insistir en un acuerdo. Luego de las derrotas sufridas en la guerra luso-brasileña que culminó en Tacuarembó el 22 de enero de 1820, sumado a la defección de sus lugartenientes y las derrotas frente a Ramírez en los meses de junio y julio, Artigas cruzó el Paraná el 5 de septiembre de 1820 solicitando asilo político al gobierno paraguayo. Tenía entonces 56 años.
El momento no pudo ser más inoportuno y peligroso para Artigas. Todos los amigos que tenía en el Paraguay, a excepción de Cabañas, estaban presos a raíz de la conjura para matar al Dictador descubierta seis meses antes. Las investigaciones sobre los alcances de la misma se encontraban en pleno desarrollo. Sin embargo, Francia le otorgó el asilo. Artigas fue trasladado a Asunción con una escolta de 20 húsares y un oficial a donde llegaron de noche. Alojado en el Convento de la Merced fue asistido diariamente con dinero y la visita del prior y un ayudante del doctor Francia que se preocupó de que no le faltara nada. Luego fue internado en Curuguaty, a 80 leguas (400 km) de Asunción, hacia el noreste, donde además se le asignó una casa. Previamente se le entregó ropas hechas a medida, cubiertos, navajas, zapatos, botas y otros elementos. En los presupuestos anuales del Estado, en el rubro "Gastos Generales" figuró durante años la "pensión" que se le asignaba para su sostenimiento.
En el año 1822 el doctor Francia tomó conocimiento de la carta que Artigas había enviado a Cabañas en 1815. No hizo nada, la guardó hasta la muerte de Cabañas en 1833 para luego usarla como justificativo de la expropiación de sus bienes. En los antecedentes se menciona a Artigas como "malvado caudillo de bandidos y perturbador de la pública tranquilidad". Seis años después hizo lo mismo cuando falleció la esposa de Cabañas, acusándola de estar al tanto de las conspiraciones de su esposo en el año 1815 y atemorizarlo con denunciar su "descomunal delito". En ambos casos Artigas no fue molestado en su retiro y continuó su vida como pequeño productor agrícola hasta la muerte del doctor Francia. Ese día salió un emisario hacia Curuguaty con la siguiente orden: 

"[...] ponga la persona del bandido José Artigas en seguras prisiones hasta otra disposición de este Gobierno provisional y dará cuenta sin dilación de haberlo cumplido firmando con testigos"
Orden de los Representantes de la República al comandante Gauto en (Ribeiro, 2003, p. 393 nota 223)

 El doctor Francia nunca recibió a Artigas personalmente. 

#### Detención e internación de Amadeo Bonpland
Mientras Humboldt y Darwin fueron confiadamente recibidos en Venezuela y Buenos Aires respectivamente, no ocurrió lo mismo con Bonpland en el Paraguay. 

" Para el doctor Francia, el afincamiento de Bonpland en zona fronteriza se debía a razones estratégicas y planes invasivos de entrerrianos, porteños y franceses. A esto se sumaba que el sabio había levantado un plano de la región [...] Por esto, el supremo desconfía de los viajeros franceses, a los que considera espías imperialistas." (Gómez, 2009, p. 129)

Invitado por el gobierno porteño, Bonpland llegó a Buenos Aires el 1° de febrero de 1817 y el cónsul francés Antoine Leloir lo incorporó al grupo de Dominique Roguin, Pedro Saguier y Juan Esteban Ricardo Grandsir para frenar la creciente influencia comercial británica. A fines de 1819, el doctor Francia permitió que Saguier llegara hasta Asunción creyendo que podía lograr el reconocimiento de la independencia del Paraguay por parte del gobierno francés y de esa manera asegurar el libre tránsito por el río Paraná, uno de sus objetivos fundamentales para romper el aislamiento impuesto por Buenos Aires. Pero Saguier carecía de toda representatividad. Entre sus pertenencias se encontró una carta que Grandsir le había enviado el 18 de septiembre de 1818 y que llegó a manos de Francia: 

"No es positivamente una simple operación de comercio que debe usted pensar hacer sino una operación en grande [...] ¡Qué de riquezas de productos debe ofrecer el Paraguay! [...] habiendo puesto el pie en el Paraguay, el comercio inglés recibirá un golpe terrible".
Grandsir a Saguier en (Chaves, 1958, p. 315, nota 8)

 Bonpland conoció la yerba mate en la isla Martín García y las grandes ventajas económicas de su explotación. El 1° de octubre de 1820, en la sumaca "La Bombardera", Bonpland y sus socios Roguin y Filisbert Vaulquin salieron para Corrientes. En mayo de 1821, con el apoyo de Ramírez, continuaron el viaje hacia Caatí al amparo de una recomendación del "Capitán" Nicolás Aripí, jefe indígena del resto de las tropas de Artigas que vagaban armados por la zona misionera con la pretensión de adueñarse de la misma y arrendarla a quien quisiera explotarla. Bonpland se instaló en el poblado de Santa Ana donde inició actividades como comerciante y médico según cartas enviadas a los gobernadores de Entre Ríos y Corrientes. El doctor Francia, enterado de las relaciones de Bonpland con Buenos Aires, Corrientes, Aripí y Ramírez, además de la instalación sin permiso de una explotación yerbatera en territorio paraguayo y el levantamiento de mapas en las fronteras, preparó una cuidadosa operación militar para capturar a Aripí, sus hombres y Bonpland. El 8 de diciembre de 1821 el ejército paraguayo ocupó Santa Ana. Aripí logró escapar pero cayeron gran parte de sus hombres, algunas mujeres y Amadeo Bonpland. Este fue interrogado en Itapúa y el 3 de enero de 1822 fue internado en un lugar denominado "Cerrito", ubicado entre Santa Rosa y Santa María, antigua reducción jesuítica, uno de los lugares más bellos y fértiles del Paraguay. 
Gran repercusión internacional tuvo la detención e internación de Bonpland en el Paraguay. El 22 de octubre de 1823 Bolívar envió una carta al doctor Francia reclamando por su "amigo". En ella amenazó abiertamente que "sería capaz de marchar hasta el Paraguay solo por libertar al mejor de los hombres y al más célebre de los viajeros". Se desconoce si la carta llegó a su destinatario. Lo que se sabe es que Francia no la contestó. Dos años después Bolívar preguntó a su agente en Buenos Aires, el Deán Funes, si las autoridades porteñas permitirían que su ejército invadiera el Paraguay por el Bermejo para después unirla a la Confederación. El gobierno de Buenos Aires se opuso dos veces a estas insinuaciones. En 1826, desde Colombia, Francisco de Paula Santander tampoco encontró un argumento válido que justificara tal invasión. Finalmente el proyecto quedó en el olvido. Larga fue la lista de los que solicitaron o pretendieron ofrecer sus oficios para liberar a Bonpland. Grandsir llegó a Itapúa el 17 de agosto de 1824 portando notas del Instituto de Francia pero no pudo convencer al gobierno sobre sus intenciones. Fue expulsado el día 13 del mes siguiente. Grandsir se dio cuenta de que la detención de Bonpland estaba ligada a la relación que el doctor Francia quería establecer oficialmente con el gobierno francés, lo que comunicó a sus superiores. Correa da Cámara del Brasil hizo otro intento. Desde La Paz, el general Sucre, a instancia de la esposa de Bonpland, envió una misión que llegó al fuerte Olimpo el 21 de mayo de 1828, en el extremo norte del país, pero tampoco tuvo éxito.
Luego de casi 8 años de vivir en el Paraguay como un ciudadano más, de haber desarrollado libremente actividades agrícolas, ganaderas, comerciales, de médico y boticario, el 10 de mayo de 1829, sorpresivamente, el doctor Francia ordenó al delegado de Misiones que Bonpland debía abandonar el país. Podía liquidar con tiempo todas sus posesiones y llevarse lo que quisiera salvo los ciudadanos paraguayos que trabajaban para él (llegó a tener 45 empleados). Después de 21 meses de esa orden, el 8 de febrero de 1831, Bonpland cruzó el río Paraná desde Itapúa y abandonó el Paraguay. Ya dentro de la provincia de Corrientes le robaron algunos caballos: "como se ve que ya no estamos en el Paraguay" anotó en su diario. Años después el doctor Francia quiso saber si todavía residía en San Borja para pedirle algunos remedios.

#### Relaciones con el Brasil
El doctor Francia mantuvo la política de no intervención iniciada a comienzos de la Revolución para mantener a la República libre de las consecuencias de las guerras civiles que asolaban el Río de la Plata y las guerras entre los nuevos países.
Según las notas del deán Gregorio Funes a Simón Bolívar, ambos creían que el gobierno del Paraguay modificaría su política apoyando al Brasil en la guerra que las Provincias Unidas del Río de la Plata llevaban a cabo para libertar a la Provincia Oriental de la ocupación brasileña. Nada de esto ocurrió. Incluso el agente diplomático enviado por el Imperio del Brasil, en 1828, fue expulsado.
Mantuvo siempre conflictos con el Brasil, debido a que estos, violando la zona norte del territorio que reclamaba el estado paraguayo, cometían abigeato apoyando a los indígenas mbayás para tal cometido. En esa época, las reclamaciones limítrofes ante Brasil eran los límites que tuviera el Virreinato del Río de la Plata: al noreste el río Igurey (el hoy llamado Ivinhema), al norte el río Corrientes o Mbotetey (el hoy llamado Miranda por los brasileños) y, en la región chaqueña, el río Yaurú.

#### Relaciones con el Río de la Plata
La política de no intervención con los países limítrofes mantuvo al Paraguay en paz con sus vecinos. 
En 1829, un cargamento de armas dirigido al Paraguay fue incautado, en su viaje por el río Paraná, por el gobierno santafesino. El doctor Francia, ante este acto de piratería y la importancia que las armas tenían para el Paraguay ordenó, en represalia y para presionar al gobierno de Santa Fe, la prisión de todos los santafesinos residentes en Asunción hasta que el cargamento fuera liberado. Estos presos salieron de la cárcel luego de la muerte del Dictador en 1840, momento en que se enteraron de la causa de su prisión.
Su sistema de gobierno atrajo la simpatía de Juan Manuel de Rosas, gobernador de la provincia de Buenos Aires y virtual gobernante supremo de la Confederación Argentina. Cuando los sucesores del doctor Francia, los cónsules Carlos Antonio López y Mariano Roque Alonso celebraron un tratado comercial y de límites provisorio con la provincia de Corrientes, enfrentada contra Rosas, este vivamente ofendido por lo que consideraba un cambio en la tradicional política paraguaya, comenzó a hostilizar al gobierno y a contestar su independencia. Al mismo tiempo, mandó publicar, en el Archivo Americano de Buenos Aires (número 29), elogios al doctor Francia y críticas a la política hostil de los cónsules paraguayos hacia el gobierno de la Confederación.

## Fallecimiento
A mediados de julio de 1840, con sus 74 años de edad, el doctor Francia cayó enfermo a causa de un aguacero que lo sorprendió en su clásica cabalgata diaria. Sin escuchar los consejos de su médico, el doctor Estigarribia, a los pocos días volvió a sus funciones. Durante el mes de agosto y primera mitad de septiembre siguió atendiendo los asuntos de Estado aunque con menor actividad. Su salud comenzó a deteriorarse seriamente a partir del día 16 de septiembre. El día 17, Estigarribia le comunicó la gravedad de su estado y le solicitó que nombrara un sucesor: el doctor Francia descartó esa idea. Se limitó a indicar que su quinta de Ibiray, herencia de su madre, debía ser entregada a su supuesta hija Ubalda García y a María Roque Cañete (vecina del barrio de Trinidad y de Francia) y que los sueldos que se le adeudaban de años se distribuyeran entre los soldados que custodiaban las fronteras. Su agonía comenzó a la noche del 19. Falleció el domingo 20 de septiembre de 1840, a las 13:30 horas.
Una vez inhumados sus restos con importante ceremonia, se celebraron tres novenas durante octubre de 1840 y finalmente el día 20, a un mes del fallecimiento, se realizaron las honras fúnebres. De aquellos momentos quedan en el Archivo Nacional de Asunción muchos recibos por pagos de frutas secas que se sirvieron a los asistentes (ANA, vol. 1903, Secc. Nueva Encuadernación). En el Libro de Inhumaciones de la Catedral de Asunción (años 1832-1854), en el folio 117, en el centro y ocupando toda la página como anotación exclusiva consta: "En veinte y dos de septiembre de 1840 enterré en el Presbiterio de la Iglesia de la Encarnación, el cadáver del Supremo Dictador José Gaspar de Francia con sesenta y seis posas, vigilia y misa de cuerpo presente, lo que certifico. José Casimiro Ramírez".
El monumento que indicaba el lugar de su tumba fue removido. No existe acuerdo sobre el destino final de sus restos.

## Legado

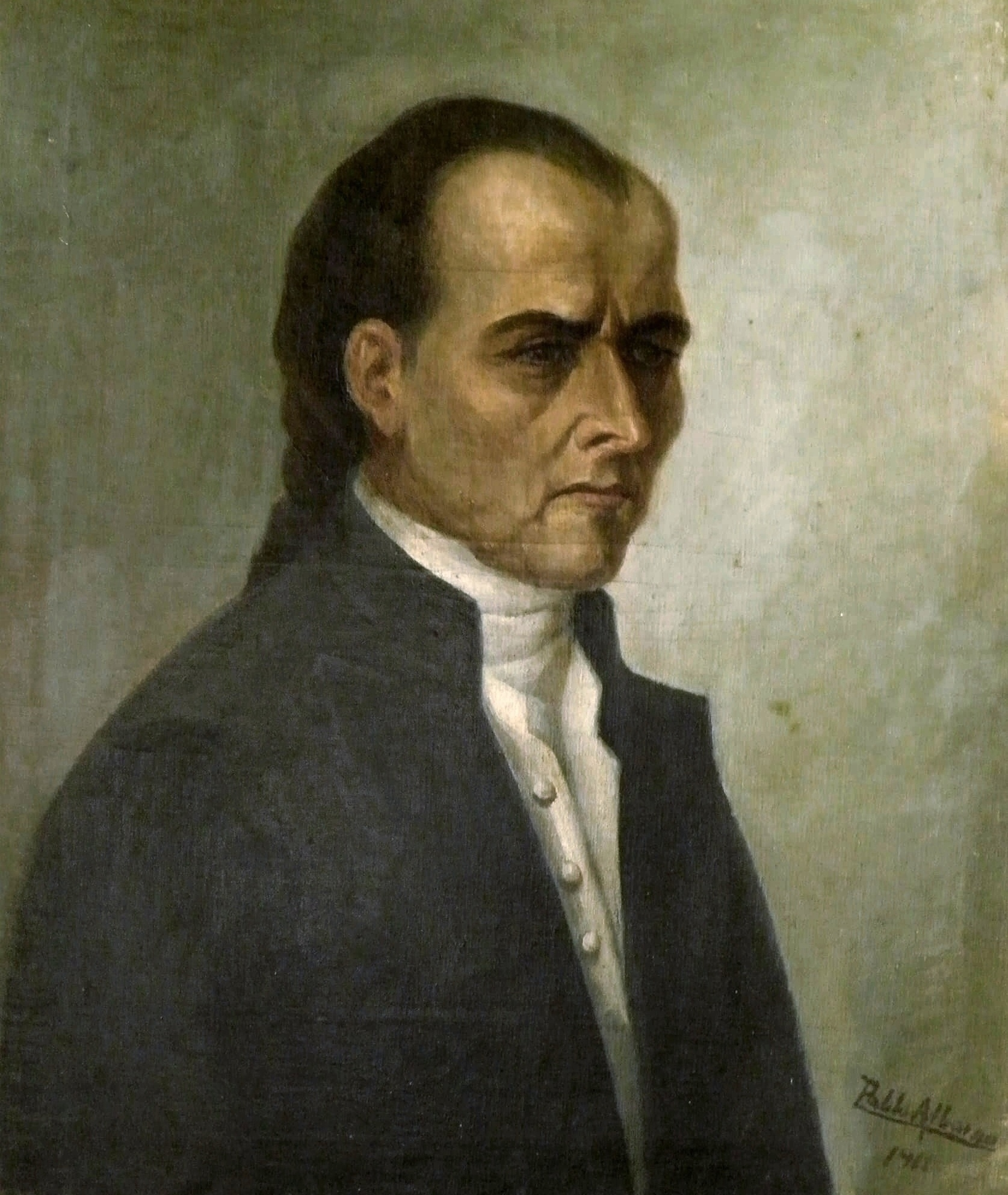
Retrato de José Gaspar de Francia hecho por Pablo Alborno en conmemoración del centenario de la independencia en 1911.

El legado de Francia a sus sucesores fue el de un país independiente en lo político y económico, pero que difícilmente podía evolucionar hacia una democracia tal como se la entendía en la América Latina en el siglo XIX, donde solo una reducida elite podía votar, o a la integración económica con el exterior bajo las reglas del liberalismo económico neocolonial imperante. Por esa razón Carlos Antonio López, que se puede considerar su legítimo sucesor en lo político, mantendrá el modelo del doctor Francia sin modificaciones esenciales.
La importancia histórica del doctor José Gaspar Rodríguez de Francia se reactivó a partir de su inclusión como el personaje principal de la novela Yo el Supremo, del escritor paraguayo Augusto Roa Bastos, Premio Cervantes, 1989. Refiriéndose a su gobierno y lo que ocurría fuera del país el personaje pregunta:

"¿Cuáles son mis pecados? ¿Cuál mi culpa? Mis difamadores clandestinos de adentro y de afuera me acusan de haber convertido a la Nación en una perrera atacada de hidrofobia. Me calumnian de haber mandado degollar, ahorcar, fusilar a las principales figuras del país. ¿Es cierto eso, provisor? [...] ¿Cuántos ajusticiamientos se han producido, Patiño, bajo mi Reino del Terror? A raíz de la Gran Conjura del año 20, fueron llevados al pie del naranjo 68 conspiradores Excelencia. ¿Cuánto duró el proceso de esos infames traidores a la Patria? Todo lo necesario para no proceder a tontas y a locas. [...] Menos de un centenar de ajusticiamientos en más de un cuarto de siglo, entre ladrones, criminales comunes y traidores de lesa Patria, ¿es eso una atrocidad? ¿Qué podría decirme, por comparancia, del vandalaje de bandidos que hacen temblar con su cabalgata infernal toda la tierra americana? Saquean, degüellan, a todo trapo y a mansalva. Cuando han acabado con las poblaciones inermes, se degüellan los unos a los otros [...] Arreciando las distinciones y los límites, le diría que se han acostumbrado a vivir y a matar sin cabeza. Total, para qué las necesitan, para qué las quieren, si sus caballos piensan por ellos"
(Roa Bastos, 1974, p. 354)

Para tener un marco de comparación, Lázaro de Rivera (1796-1805), el gobernador español de la Provincia del Paraguay anterior a Velasco, "ejecutó a 260 personas como parte del mantenimiento rutinario de la tradicional sociedad de clases del Paraguay" en diez años de gobierno.

## Historiografía
"Después vendrán lo que escribirán pasquines más voluminosos. Los llamaran Libros de Historia, novelas, relaciones de hechos imaginarios adobados al gusto del momento o de sus intereses. Profetas del pasado, contarán en ellos sus inventadas patrañas, la historia de lo que no ha pasado. Lo que no sería del todo malo si su imaginación fuese pasablemente buena. Historiadores y novelistas encuadernarán sus embustes y los venderán a muy buen precio. A ellos no les interesa contar los hechos, sino contar que los cuentan".
De la novela Yo el Supremo (Roa Bastos, 1974, p. 38)

El historiador paraguayo Blas Garay escribió a fines del siglo XIX: 

" Tantos anatemas han ido acumulándose en el transcurso del tiempo [...] que ya no rigen con él [el doctor Francia] las reglas de la crítica: todo lo malo que se le achaque lo creemos a pie juntillas; lo bueno [...] ha menester de ir bien documentado para que no lo neguemos sin examen".
(Garay, 1897, p. 174)

A medida que los trabajos historiográficos sobre el doctor Francia se basaron cada vez más en la documentación primaria ubicada en los distintos archivos de Asunción, Buenos Aires, Río de Janeiro, Montevideo y España y se realizaron lecturas críticas de las fuentes secundarias, su gobierno adquirió una nueva dimensión. Tendieron a desaparecer las explicaciones biológicas, psicológicas y hasta meteorológicas de muchas de sus acciones políticas las que fueron reemplazadas por la racionalidad revolucionaria de sus actos acorde con la época y las circunstancias particulares y la resistencia de enemigos poderosos y persistentes, tanto externos como internos. Muchas afirmaciones, casi axiomáticas, no pudieron sostenerse al ser contrastadas con la documentación existente. Así la política atribuida al doctor Francia de "aislar" al país o buscar la "autarquía" resultaron inconsistentes frente al análisis del bloqueo comercial impuesto al Paraguay para doblegar su independencia. 
Las publicaciones contemporáneas al gobierno del doctor Francia, especialmente las de Rengger-Longchamps, y las de los hermanos Robertson, han dejado de ser utilizadas ingenuamente como fuentes primarias. Estos comentarios subjetivos, influenciados por el gusto por las novelas góticas de los lectores europeos, generaron la "leyenda negra" del doctor Francia como monstruo, la que influyó incluso en un poeta como Neruda o en un científico como Darwin, que ni siquiera estuvo en el Paraguay.

"Para John y William Robertson, el doctor Francia es un personaje del popular gótico inglés. [...] [donde] el terror es el motor principal de la ficción y la mayor parte de la atracción de los lectores. Las Cartas del Paraguay recrean una atmósfera de misterio en la oscuridad de los edificios, las calles y las mentes de sus personajes. [...] el doctor Francia del Reino del Terror es un monstruo comparable al del doctor Frankenstein de Mary Shelley. [La novela de Shelley fue publicada en 1818].
(Gómez, 2009, p. 137)

Igual criterio hermenéutico se ha aplicado a la propaganda en contra del doctor Francia generada principalmente en Buenos Aires, a cargo de los gobiernos de turno, de los poderosos "clanes" familiares, de los exiliados políticos y de los periódicos.

"Si el Dictador Francia merece algún perdón, es por la vigilancia con que tiene encerrado al Protector Don José Artigas [...] la humanidad ganaría mucho, si algún ángel exterminador purgase la tierra, liberándola de estos dos monstruos"
Periódico "El Tribuno" (15/10/1826) en (White, 1984, p. 6)

Estas críticas, que parecían dirigidas contra la persona del doctor Francia, no cesaron con su muerte sino persistieron con igual virulencia contra Carlos Antonio López y su hijo Francisco lo que demostró que se basaban en particulares intereses político-económicos.

" Resulta comprensible, ya que Francia atacó los intereses de las élites nacional e internacional, la misma clase que ha escrito la historia del Paraguay, que él haya sido tradicionalmente considerado [como] el prototipo del tirano despótico".
(White, 1984, p. 4)

Terminada la guerra de la Triple Alianza, el 14 y 15 de mayo de 1870, por primera vez en 59 años, no se conmemoró en Asunción la Revolución de mayo de 1811. Diez días después, como si aquel silencio no fuera suficiente, el gobierno provisorio del Paraguay firmó un decreto por el cual se establecía que el 25 de mayo, fecha de la independencia Argentina, fuera feriado en el Paraguay en recuerdo del "tan grandioso y feliz acontecimiento". El mejor homenaje a la política independentista del doctor Francia figuró en los considerandos del decreto que denigró su persona: 

"Que solo los intereses criminales y egoístas del Dictador Francia y sus sucesores privaron al pueblo paraguayo de la participación en tan grande lucha que dio por resultado la emancipación e independencia de la colonia americana"
Decreto del Gobierno Provisorio de la República del Paraguay, 24/5/1870, firmado por Cirilo Antonio Rivarola, Carlos Loizaga y Fernando Iturburu, en (Vázquez, 1975, p. 395/396, doc. 447)

 Recién en el año 1900, ante el pedido de una manifestación, el presidente Emilio Aceval declaró nuevamente feriado el 14 y 15 de mayo. Habían pasado 30 años.
Seis años antes, en 1894, se inauguró en la plaza Uruguaya un monumento a los héroes de la independencia. El doctor Francia no figuró entre ellos. José Segundo Decoud, que escribió un pequeño opúsculo para la ocasión, declaró que Francia no debería ser considerado como "patriota y fundador" de la nacionalidad.
Al cumplirse, en 1990, el 150 aniversario de la muerte de Francia, el Correo del Paraguay no quiso emitir una estampilla recordatoria ni el gobierno organizó un acto. “Miserias estas de los paraguayos para con el paraguayo más universal”.